# David Scott
Vous lisez un « bon article » labellisé en 2020.
Pour les articles homonymes, voir Scott et David Scott (homonymie).
David Scott, né le 6 juin 1932 à San Antonio au Texas, est un militaire, pilote d'essai, astronaute et homme d'affaires américain. Il est le septième des douze hommes ayant foulé le sol lunaire à ce jour.
Avant de devenir astronaute, Scott obtient son diplôme de l'Académie militaire de West Point et rejoint l'armée de l'air. Après avoir servi en tant que pilote de chasse en Europe, il est diplômé de l'école des pilotes d'essai de l'United States Air Force. Scott prend sa retraite de l'armée de l'air en 1975 avec le grade de colonel et plus de 5 600 heures de vol enregistrées.
Scott est sélectionné comme astronaute dans le groupe 3 de la National Aeronautics and Space Administration (NASA) en 1963. Il effectue son premier vol dans l'espace en tant que pilote de la mission Gemini 8, en compagnie de Neil Armstrong, en mars 1966, passant un peu moins de onze heures sur une orbite terrestre basse. L'astronaute passe ensuite dix jours en orbite en mars 1969 en tant que pilote de module de commande d'Apollo 9, une mission qui permet de tester de manière approfondie le vaisseau, aux côtés du commandant James McDivitt et du pilote de module lunaire Russell Schweickart.
Après avoir été dans l'équipage de réserve d'Apollo 12, Scott effectue son troisième et dernier vol dans l'espace en tant que commandant de la mission Apollo 15, le quatrième alunissage humain et la première mission utilisant le rover lunaire Apollo. Scott et James Irwin restent sur la Lune pendant trois jours. Après leur retour sur Terre, Scott et ses coéquipiers tombent en disgrâce auprès de la NASA après un scandale lié à l'emport d'objets non autorisés sur la Lune. Après avoir occupé le poste de directeur du centre de recherche sur le vol Dryden de la NASA en Californie, Scott prend sa retraite de l'agence en 1977. Depuis, il travaille sur de nombreux projets liés à l'espace et a servi de consultant pour plusieurs films sur le programme spatial, notamment Apollo 13 (1995).

## Biographie

### Jeunesse et formation

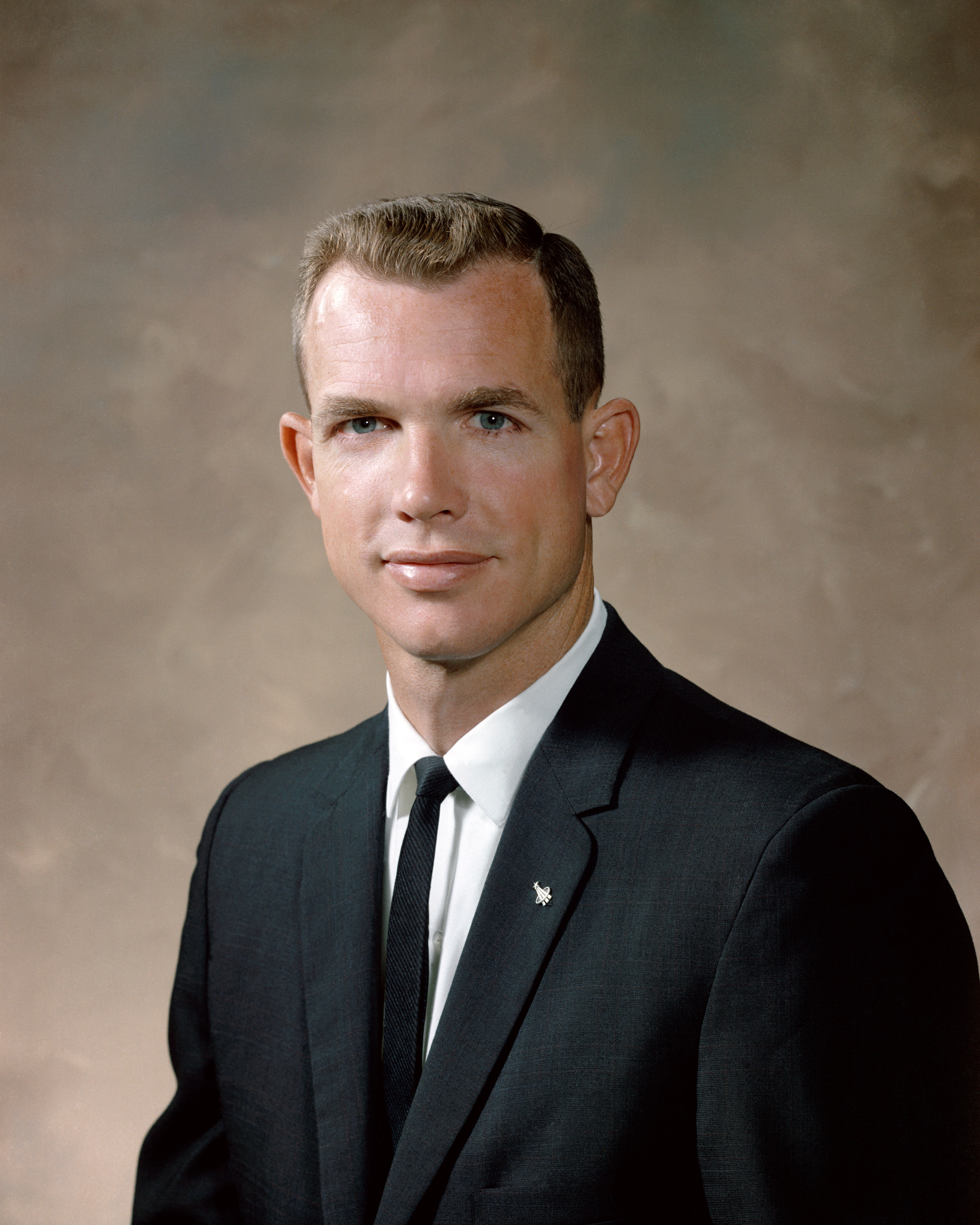
David Scott en 1964, lorsqu'il est à la NASA.

David Randolph Scott naît le 6 juin 1932 sur la base aérienne Randolph près de San Antonio au Texas,. Son nom intermédiaire « Randolph » est une référence à ce lieu. Son père est Tom William Scott, un pilote de chasse de l'armée de l'air américaine qui finit au grade de brigadier général, et sa mère Marian Scott (née Davis). David vit ses premières années sur la base où son père est affecté, avant de s'installer dans une base aérienne dans l'Indiana, puis en 1936 à Manille, aux Philippines, alors sous domination américaine. David se souvient de son père comme quelqu'un de strict. La famille revient aux États-Unis en décembre 1939. Au moment de l'attaque de Pearl Harbor en 1941, la famille vit à nouveau à San Antonio et peu de temps après, Tom Scott est déployé à l'étranger.
Comme ses parents estiment qu'il a besoin de plus de discipline en l'absence de son père, parti depuis trois ans, Scott est envoyé au Texas Military Institute (futur TMI Episcopal), passant ses étés à Hermosa Beach, près de Los Angeles en Californie, avec un ami d'université de son père, David Shattuck, qui est à l'origine de son prénom. Déterminé à devenir pilote comme son père, David construit de nombreux modèles réduits d'avions et regarde avec fascination des films de guerre aérienne. Au moment du retour de Tom Scott, David est assez âgé pour être autorisé à monter dans un avion militaire avec lui et, dans l'autobiographie de David Scott, il se souvient de cela comme « la chose la plus excitante [qu'il a] jamais vécue ».
David Scott est actif dans les Boy Scouts of America, atteignant son deuxième rang le plus élevé, le « Life Scout ». Tom Scott ayant été affecté à la base aérienne March près de Riverside en Californie, David étudie à la Riverside Polytech High School, où il rejoint l'équipe de natation et établit plusieurs records du lycée et de l'État. Avant que David puisse terminer ses études secondaires, Tom Scott est transféré à Washington. Après une discussion sur l'opportunité de rester en Californie pour obtenir son diplôme, David étudie finalement à la Western High School de Washington où il obtient son diplôme en juin 1949.
David Scott souhaite être nommé à l'Académie militaire de West Point, mais il lui manque des relations pour y entrer. Il passe un concours administratif de la fonction publique et accepte une bourse d'études en natation à l'université du Michigan où il intègre l'école d'ingénieur. Au printemps de l'année 1950, il reçoit et accepte une invitation pour étudier à West Point.
Scott souhaite toujours voler et être affecté à la force aérienne. L'United States Air Force Academy (USAFA) est fondée en 1954, année où Scott obtient son diplôme de West Point et un arrangement provisoire est conclu selon lequel un quart des diplômés de West Point et de l'Académie navale d'Annapolis peut se porter volontaire pour être nommés officiers de l'armée de l'air. Diplômé d'un baccalauréat universitaire en sciences militaires, il sort 5e sur 633 en 1954 et est nommé dans l'armée de l'air.

### Armée de l'air

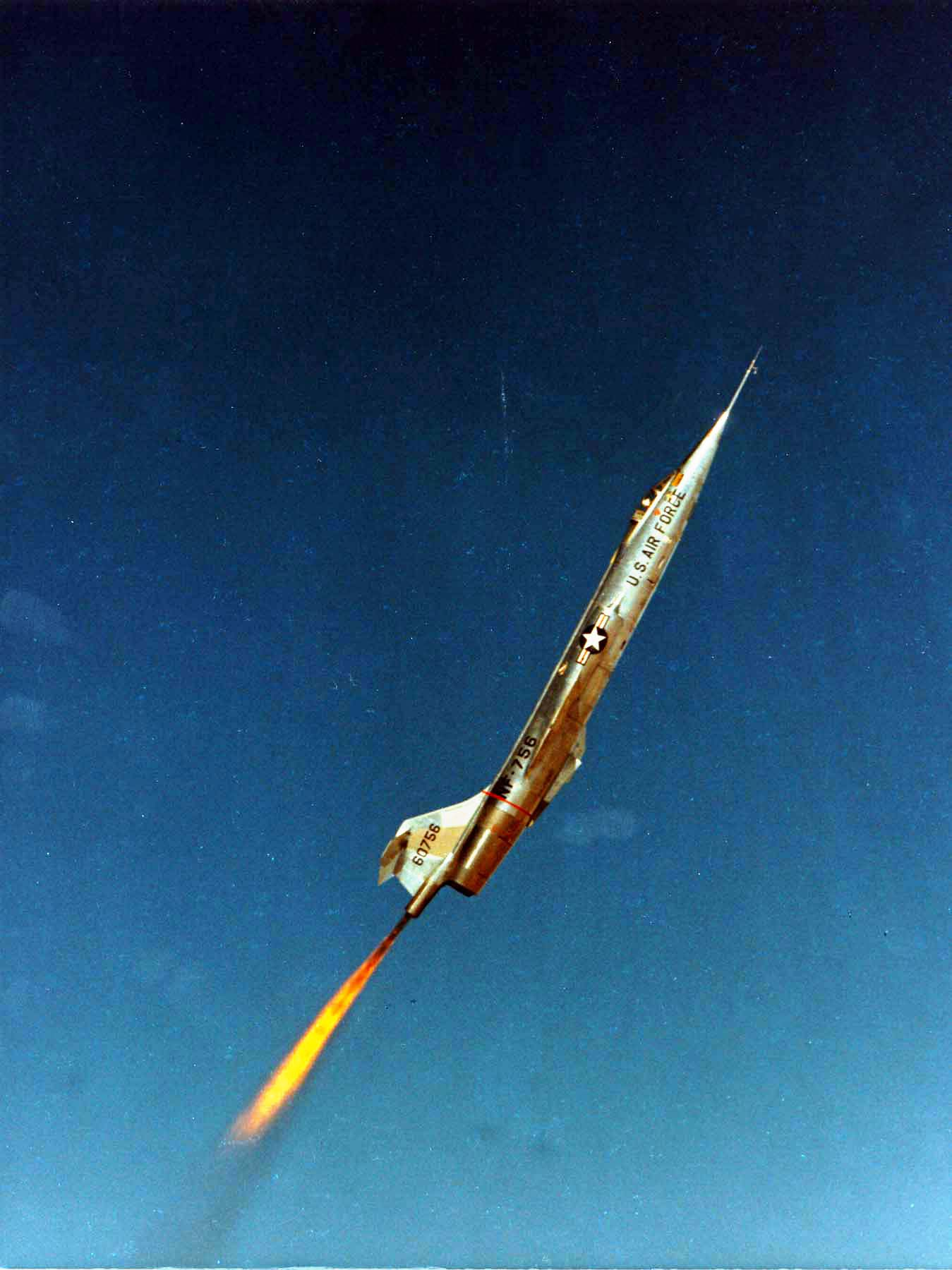
Afin de familiariser les étudiants de l'ARPS avec certaines des techniques de vol spatial, trois F-104 Starfighter sont équipés de moteurs de fusée et de commandes de réaction pour une utilisation en dehors de l'atmosphère.

Scott suit une première formation de pilote de six mois à la base aérienne Marana (futur Pinal Airpark), en Arizona, à partir de juillet 1954. Puis, il en suit une deuxième à la base aérienne Webb au Texas en 1955, et enfin une formation de tir au canon à la base aérienne Laughlin, également au Texas, et à la base aérienne Luke en Arizona.
D'avril 1956 à juillet 1960, Scott vole avec le 32nd Air Operations Squadron (en) à la base aérienne Soesterberg aux Pays-Bas, pilotant sur F-86 Sabre et sur F-100 Super Sabre. La météo y étant régulièrement mauvaise, ses compétences de pilotage sont mises à l'épreuve : une fois, il doit poser son avion sur un parcours de golf après une extinction moteur ; une autre fois, il peine à atteindre une base néerlandaise située au bord de la mer du Nord. Dans le contexte de la guerre froide entre les États-Unis et l'Union des républiques socialistes soviétiques (URSS), l'escadron de Scott est placé en état d'alerte maximum pendant plusieurs semaines lors de l'insurrection de Budapest de 1956, mais ne combat finalement pas.
Scott espère faire avancer sa carrière en devenant pilote d'essai et en s'entraînant à la base aérienne Edwards. Il est informé que le meilleur moyen d'entrer dans l'école des pilotes d'essai de l'United States Air Force (USAF TPS), basée à Edwards, est d'obtenir un diplôme de deuxième cycle en aéronautique. En conséquence, il postule au Massachusetts Institute of Technology (MIT) et y est accepté. Il y obtient une maîtrise en sciences en aéronautique et en astronautique, ainsi qu'un diplôme d'ingénieur en aéronautique et en astronautique en 1962.
Après avoir reçu ses diplômes, Scott est stupéfait de recevoir l'ordre de l'armée de l'air de se présenter à la nouvelle United States Air Force Academy en tant que professeur, plutôt que de faire un essai pour intégrer une école de pilotage. Bien que les contestations d'ordres sont fortement découragées, il se rend au Pentagone et parvient à plaider sa cause auprès d'un colonel. Il reçoit par la suite des ordres modifiés pour intégrer la base aérienne Edwards.
Scott se rend à l'école des pilotes d'essai de l'United States Air Force en juillet 1962. Le commandant de l'école est Chuck Yeager, le premier à avoir franchi le mur du son, que Scott idolâtre. Il a l'occasion de voler plusieurs fois avec lui. Il obtient son diplôme en tant que meilleur pilote de sa promotion. Il est sélectionné pour l'Aerospace Research Pilot School (ARPS), également à Edwards, où sont formés ceux destinés à servir d'astronautes pour l'armée de l'air. Là, il apprend à contrôler des avions, tels que le F-104 Starfighter, à des altitudes atteignant 30 480 m (100 000 ft),.

### Carrière d'astronaute

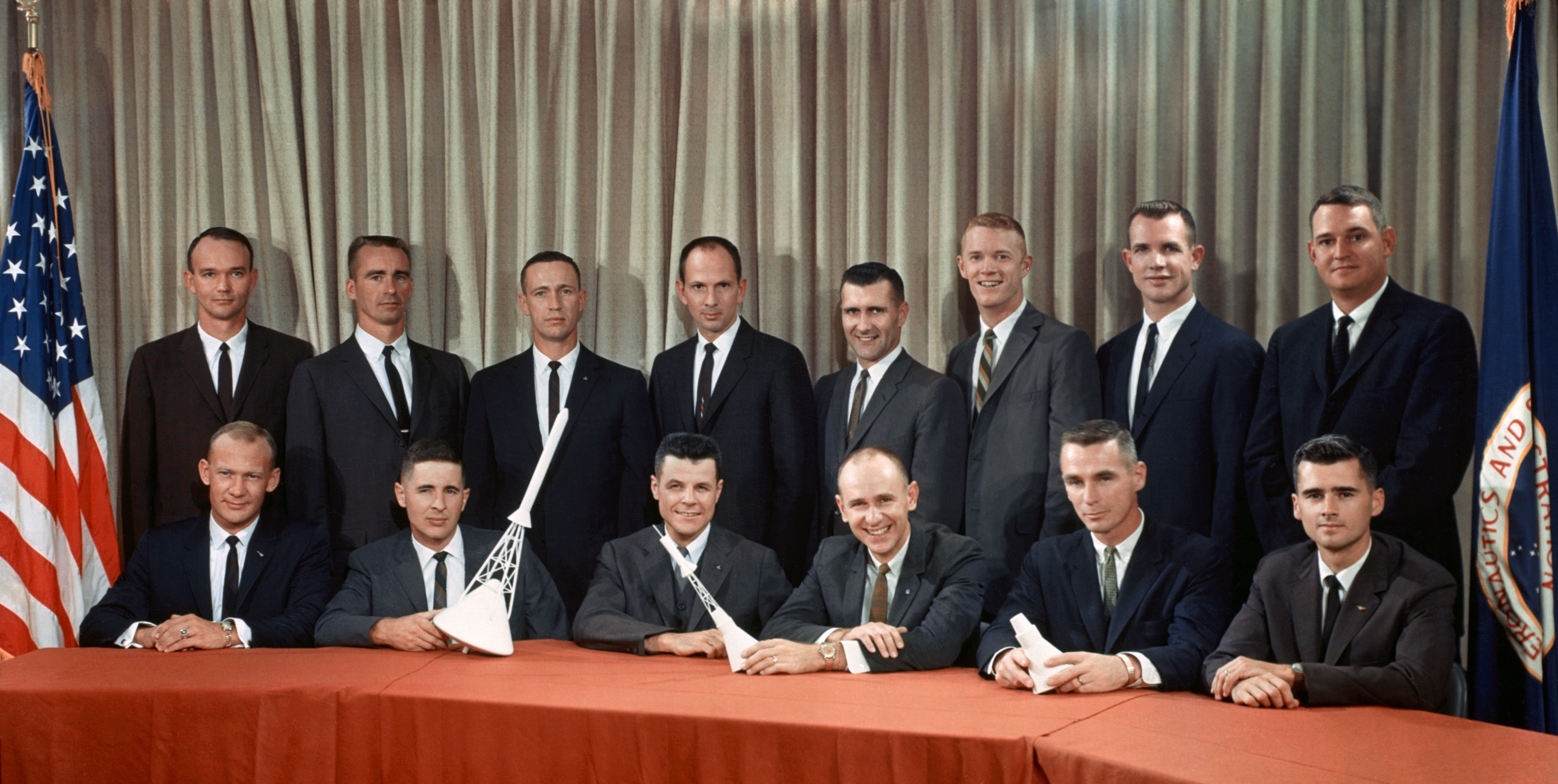
Le groupe d'astronautes 3 avec, de gauche à droite, à l'arrière-plan : Collins, Cunningham, Eisele, Freeman, Gordon, Schweickart, Scott et Williams, et à l'avant-plan : Aldrin, Anders, Bassett, Bean, Cernan et Chaffee.

En postulant en 1963 au groupe d'astronautes 3, Scott n'a pour intention que de faire un détour temporaire dans sa carrière militaire. Il s'attend à voler plusieurs fois dans l'espace, puis à retourner dans son arme. Il est accepté comme l'un des quatorze astronautes du groupe 3 de la National Aeronautics and Space Administration (NASA) à la fin de l'année.
Dans une interview à Radio Campus Orléans en octobre 2024, Ed Dwight, à cette époque premier candidat astronaute noir, indique qu'il était ami avec David Scott lors de leurs formations à la base aérienne d'Edwards, Scott allant même jusqu'à lui dire : « Seulement deux d’entre nous vont sortir de ça Ed, tu vas être choisi, et je vais être choisi. Ça va être toi et moi. ». Cependant, après la non sélection controversée d'Ed Dwight et les vols spatiaux de Dave Scott, ce dernier aurait dit lors d'une interview dans les années 1980 ou 1990, qu'Ed Dwight était un mauvais pilote et que le gouvernement n'aurait pas dû le choisir.
La mission initiale de Scott est de représenter les astronautes au MIT, supervisant le développement de l'Apollo Guidance Computer (AGC), l'ordinateur de guidage développé dans le cadre du programme Apollo,. Il passe la majeure partie des années 1964 et 1965 en résidence à Cambridge dans le Massachusetts.

#### Programme Gemini et Gemini 8
Il sert de Capsule Communicator (CAPCOM) de réserve pendant Gemini 4 (juin 1965) et 5 (août 1965).
Après la conclusion de Gemini 5, Deke Slayton, directeur des opérations liées aux équipages, informe Scott qu'il volera avec Neil Armstrong à bord de Gemini 8. Cela fait de Scott le premier astronaute du groupe 3 à faire partie d'un équipage principal, sans avoir fait partie d'un équipage de réserve. Il est très apprécié de ses collègues pour ses qualités de pilote. Un autre astronaute du groupe 3, Michael Collins, écrit plus tard que la décision d'envoyer Scott avec Armstrong l'avait convaincu que la NASA savait ce qu'elle faisait.

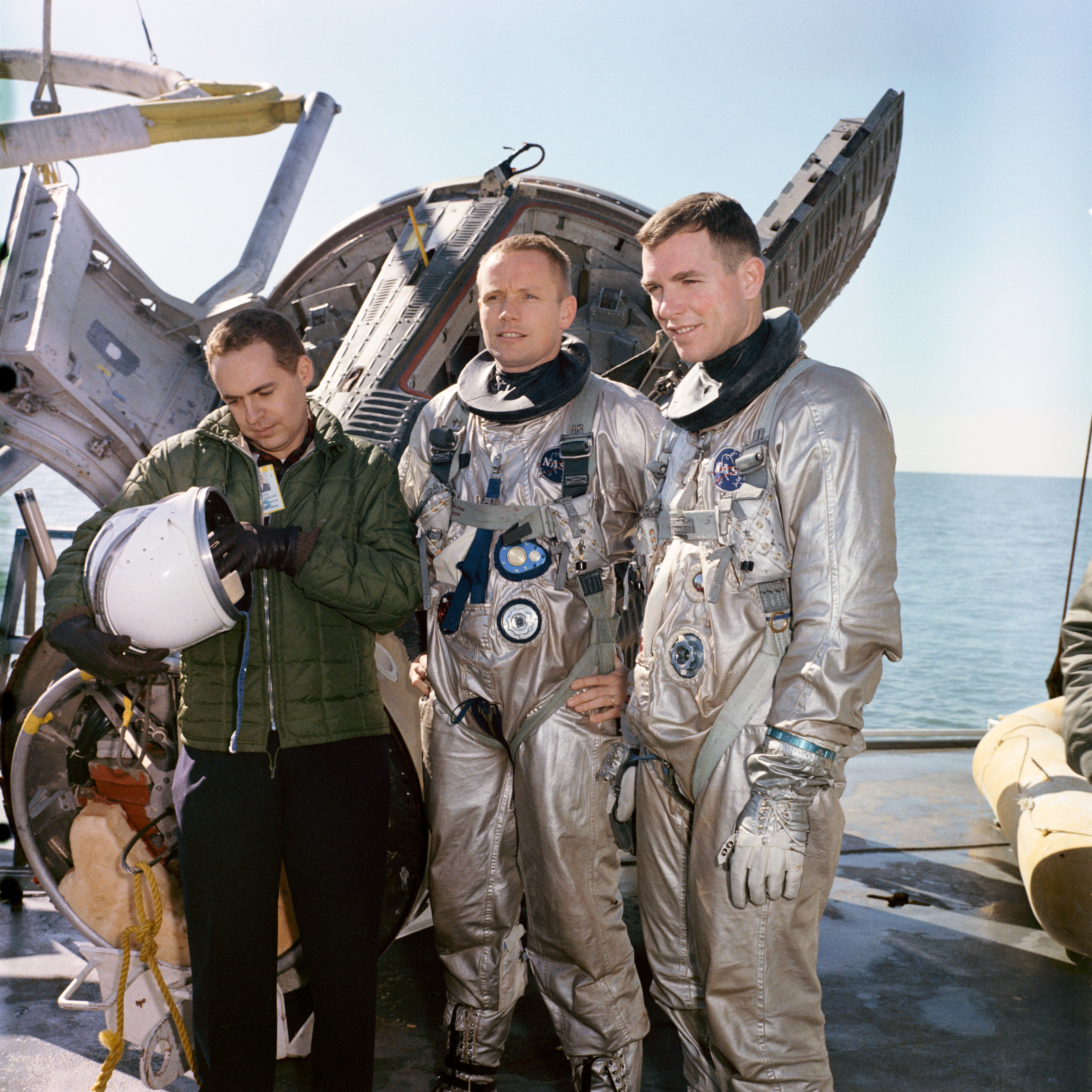
Neil Armstrong et David Scott lors d'un entrainement dans le golfe du Mexique en 1965.

Scott trouve Armstrong trop directif, mais les deux hommes se respectent beaucoup et travaillent bien ensemble. Ils passent la majeure partie des sept mois précédant leur lancement en compagnie l'un de l'autre. Une partie de la formation que Scott suit sans Armstrong est de voler sur un avion C-135 Stratolifter reproduisant artificiellement l'impesanteur, où il s'entraîne en vue d'une sortie dans l'espace.
Le 16 mars 1966, Armstrong et Scott décollent pour un vol initialement prévu pour une durée de trois jours. La fusée Agena avec laquelle ils doivent s'amarrer a été lancée une heure et quarante minutes plus tôt. Ils approchent soigneusement de celle-ci et s'amarrent correctement dans le cadre d'une manœuvre destinée à mettre au point les techniques de rendez-vous spatiaux. Il s'agit ainsi du premier amarrage jamais réalisé dans l'espace. Après cette réussite, le vaisseau spatial Gemini fait un mouvement inattendu. Le centre de contrôle de mission étant déconnecté pendant cette partie de l'orbite, les astronautes pensent que l'Agena est à l'origine de ce problème. Cela se révèle inexact, car une fois qu'ils se désamarrent en urgence, la rotation ne fait qu'empirer. Avec la forte rotation du vaisseau, les astronautes risquent de perdre connaissance et celui-ci risque de se désintégrer. Le problème est finalement identifié comme l'un des moteurs-fusées de l'engin qui s'est mis en marche inopinément. L'équipage arrête ce propulseur et Armstrong en active d'autres — les moteurs-fusées du Reaction Control System — pour contrer la rotation. Ces derniers propulseurs étant censés être utilisés pour la rentrée, les règles de la mission stipulent que s'ils sont activés trop tôt, la mission doit être écourtée pour revenir sur Terre. Gemini 8 amerrit dans l'océan Pacifique le jour du lancement car la mission ne dure que dix heures et la fin prématurée de la mission ne permet pas à Scott de réaliser sa sortie planifiée dans l'espace.
Selon Francis French et Colin Burgess dans In the Shadow of the Moon, livre sur la NASA et la course à l'espace, « Scott, en particulier, avait fait preuve d'une incroyable présence d'esprit lors des événements inattendus de la mission Gemini 8. Même en pleine situation d'urgence, hors de contact avec le contrôle de mission, il avait pensé à réactiver le commandement de contrôle au sol de l'Agena avant que les deux véhicules ne se séparent ». Cela a permis à la NASA de vérifier les données de l'Agena depuis le sol et de l'utiliser pour une mission ultérieure de Gemini. La NASA reconnaît la compétence de Scott lorsque, cinq jours après ce bref vol, il est affecté à un équipage d'une mission Apollo. Il est également promu lieutenant-colonel.

Photographies de Gemini 8
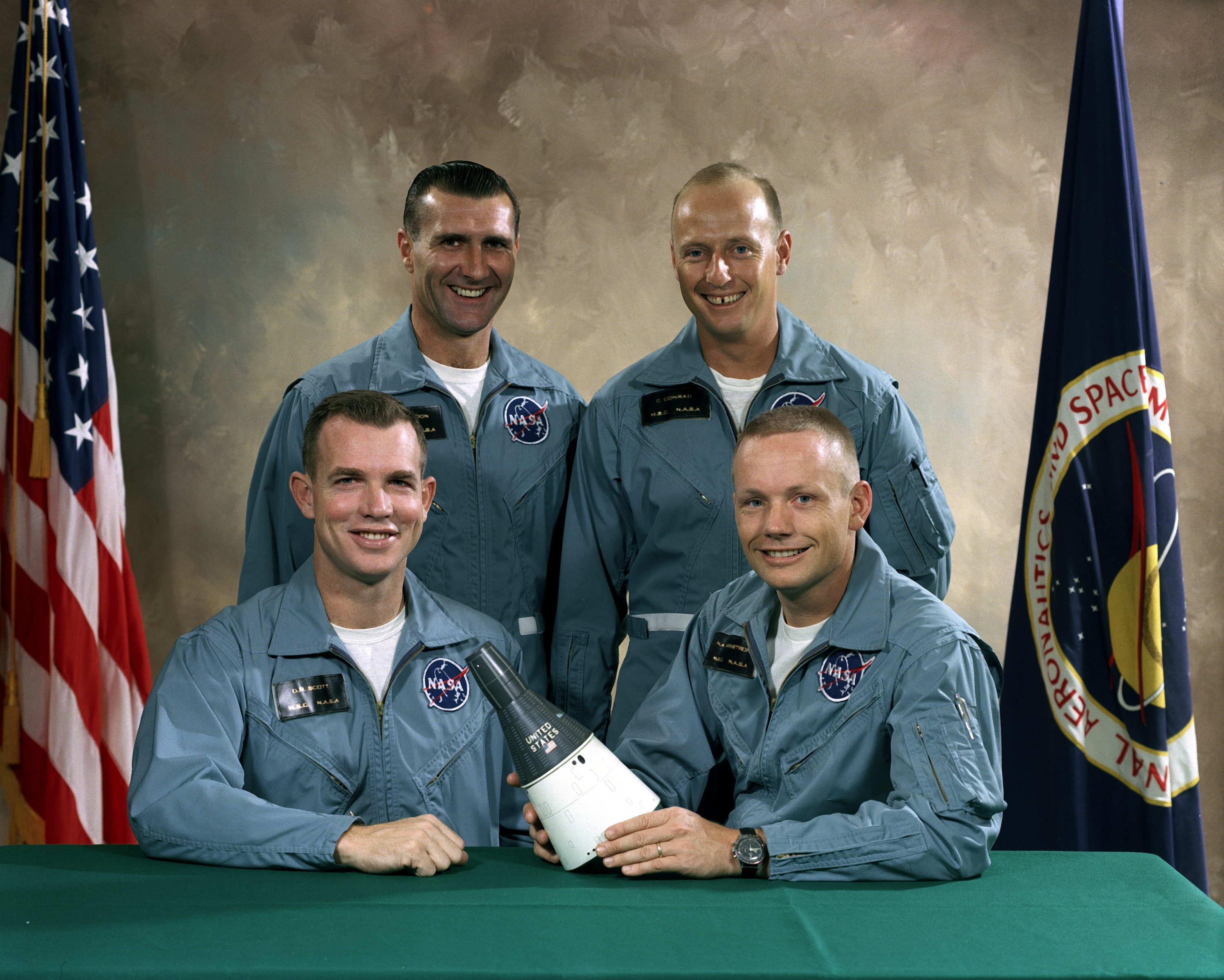
Les équipages principaux et de réserve de Gemini 8 le 4 novembre 1965.
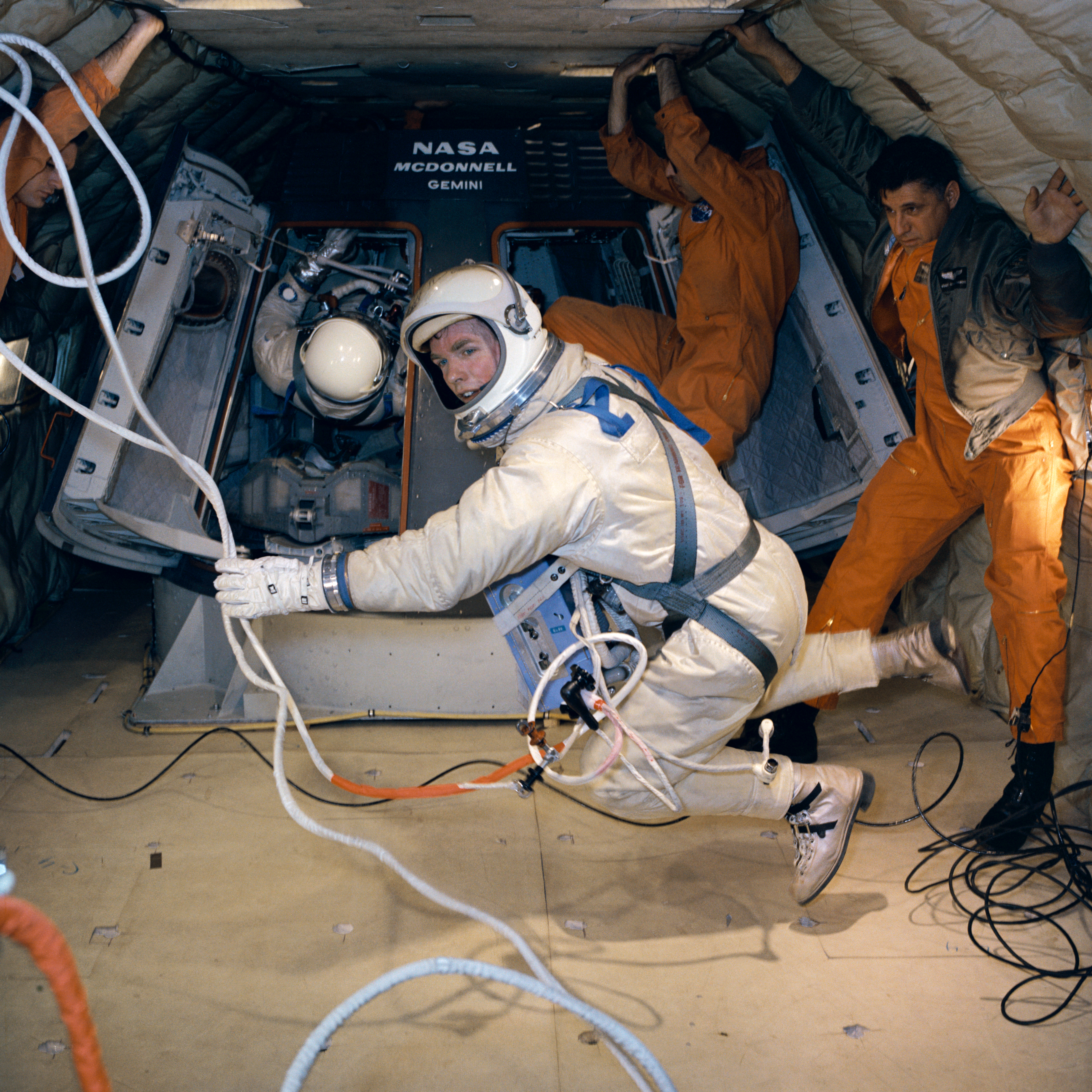
David Scott lors d'un entraînement en gravité nulle le 18 février 1966.
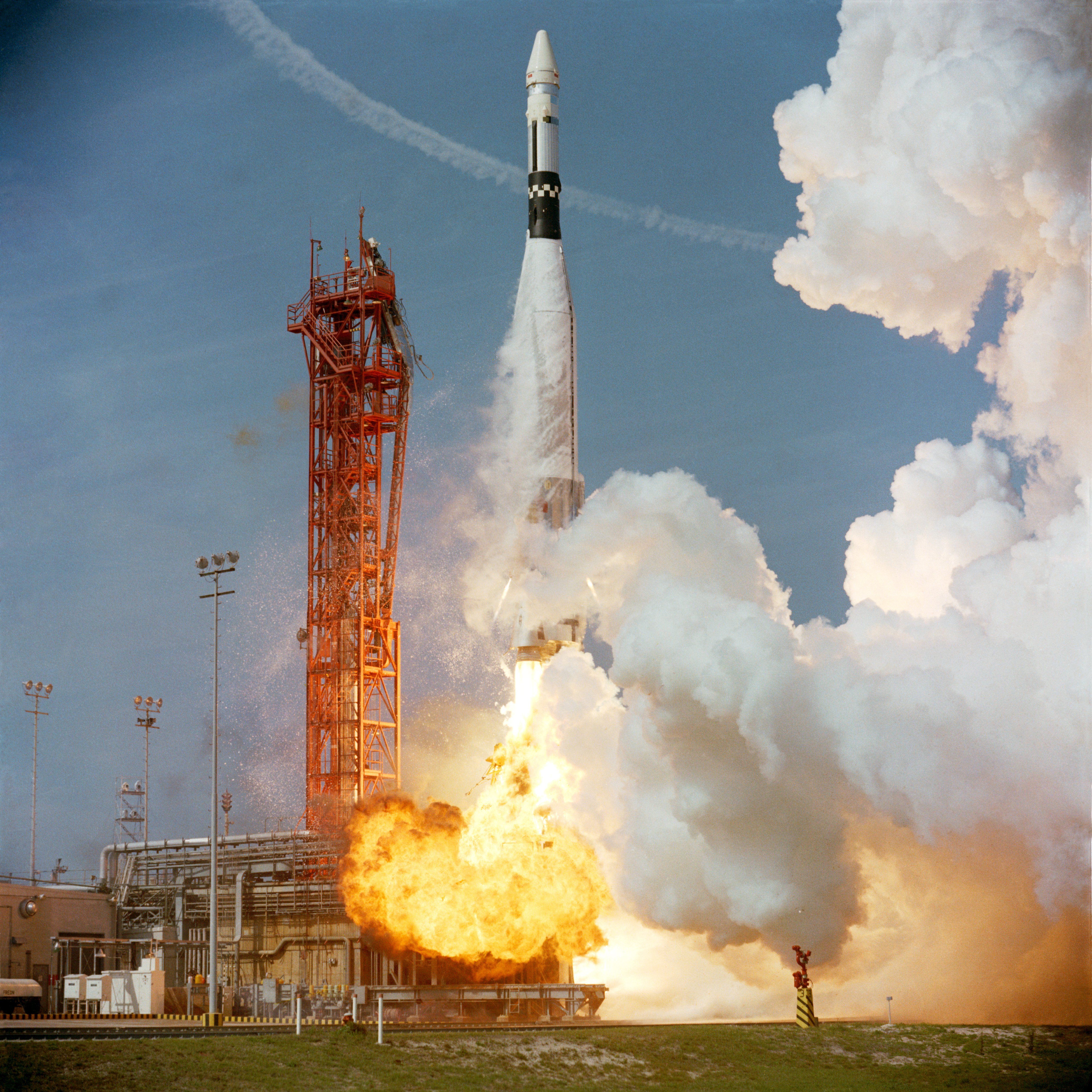
Le décollage de l'Agena pour Gemini 8 le 16 mars 1966.
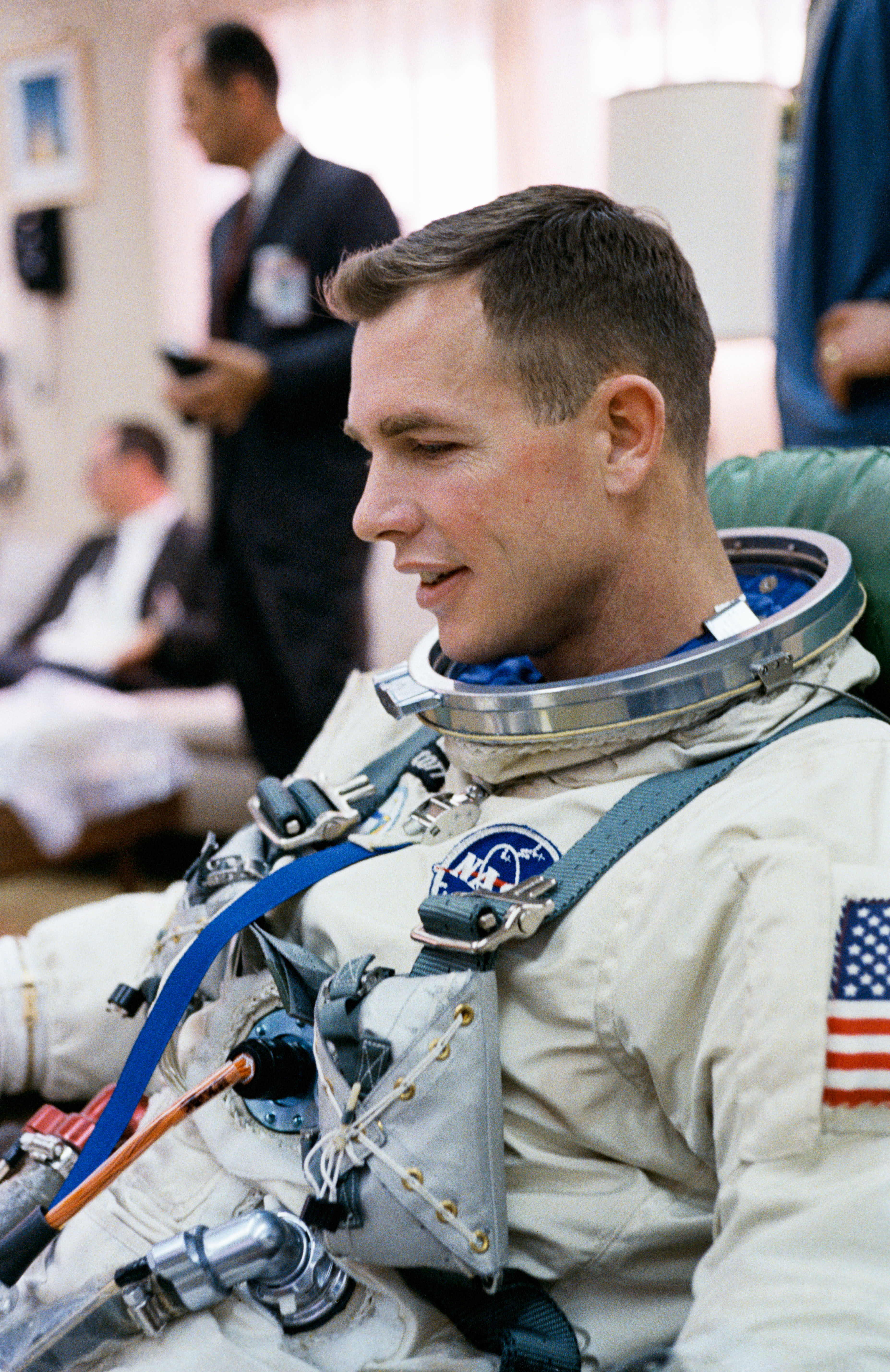
Scott se relaxant avant le décollage le 16 mars 1966.
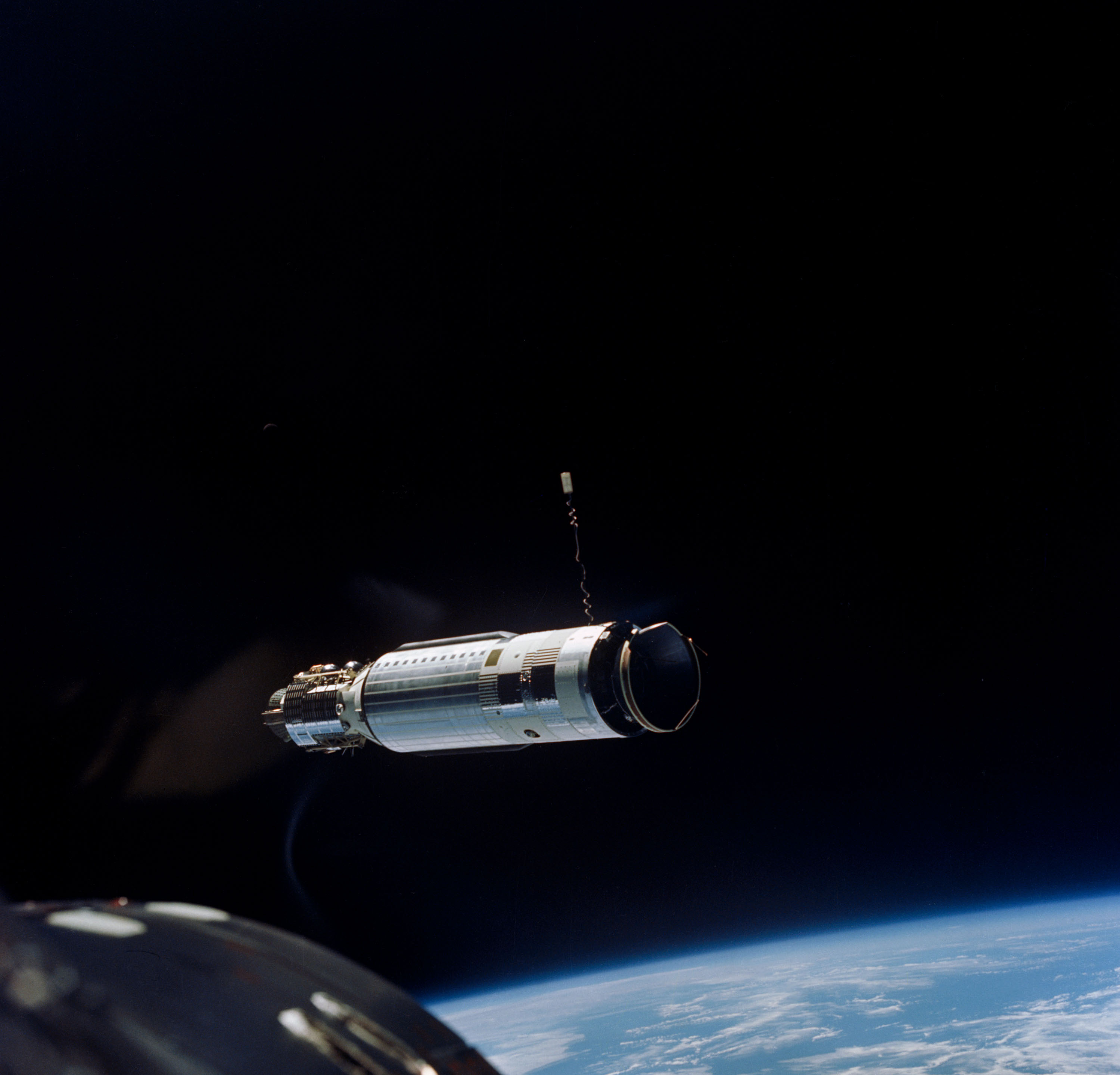
L'Agena vue depuis Gemini 8 le 16 mars 1966.
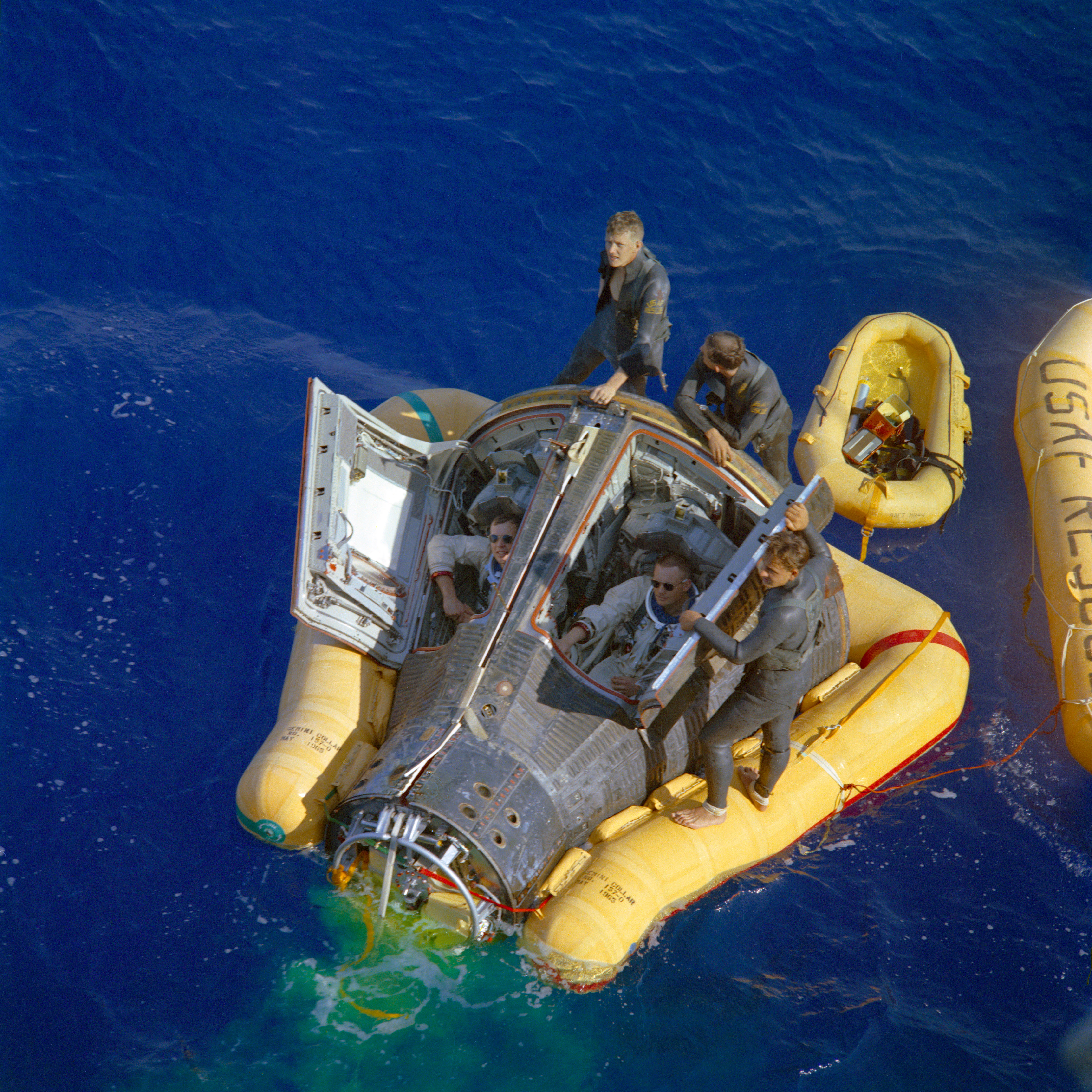
Armstrong et Scott patientant dans leur vaisseau après l'amerrissage le 16 mars 1966.

#### Programme Apollo

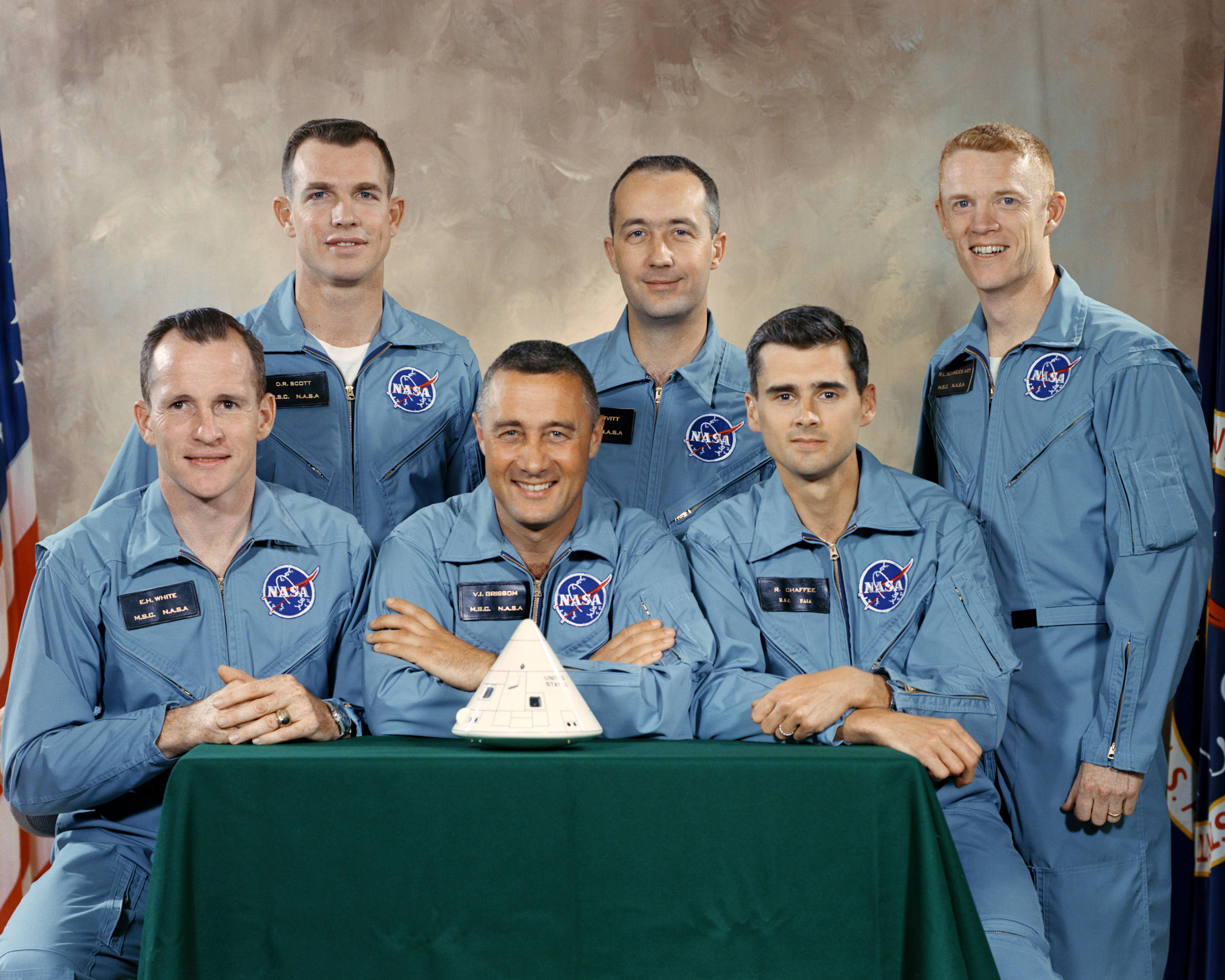
Les équipages principaux et de réserve pour Apollo 1 le 1er avril 1966. Scott est à l'arrière-plan, à gauche. L'équipage principal, au premier plan (Edward White, Virgil Grissom et Roger B. Chaffee), trouve la mort lors d'une répétition.

Avec James McDivitt en tant que commandant de réserve et Russell Schweickart en tant que pilote de réserve, la première mission de Scott pour le programme Apollo consiste à être le pilote et navigateur de réserve pour la mission AS-204, destinée à être la première mission habitée du programme et dont le lancement est prévu pour février 1967. À ce titre, ils passent la majeure partie de leur temps à l'usine North American Rockwell de Downey en Californie, où le module de commande et de service Apollo de cette mission est en construction.
En janvier 1967, l'équipage de Scott est affecté à une mission Apollo ultérieure. Il est alors à Downey le 27 janvier lorsqu'un incendie coûte la vie à l'équipage principal de la mission lors d'une répétition du décollage. Au cours de celui-ci, il est impossible pour les astronautes d'ouvrir la trappe d'ouverture vers l'intérieur et ils sont donc piégés. Après l'incendie, toutes les missions sont mises en attente et la mission de Scott est, dans le cadre d'une révision complète du programme Apollo, de faire partie de l'équipe de conception d'un système plus simple et sécurisé d'une trappe s'ouvrant vers l'extérieur. La catastrophe et la mort des astronautes Virgil Grissom, Edward White et Roger B. Chaffee marque profondément le programme spatial habité américain et la mission est renommée Apollo 1 en hommage.

##### Apollo 9
Après la fin du moratoire sur les vols, l'équipage de Scott est affecté à Apollo 8, destiné à être un test de l'orbite terrestre du vaisseau spatial Apollo complet, c'est-à-dire avec le module lunaire. Le développement du module lunaire prend du retard et en août 1968, le responsable de la NASA, George Low, propose que si la mission Apollo 7 en octobre se déroule bien, Apollo 8 changerait ses objectifs en orbite lunaire sans module lunaire, afin de ne pas retarder le programme. Le test en orbite terrestre devient du coup Apollo 9. Slayton offre une place d'équipage sur Apollo 8 à James McDivitt, mais ce dernier refuse au nom de son équipage, préférant attendre Apollo 9, qui implique de nombreux tests du vaisseau spatial et est vu comme « le rêve [pour] un pilote d'essai ».
En tant que pilote de module de commande pour Apollo 9, les responsabilités de Scott sont lourdes. Le module lunaire doit se séparer du module de commande avec deux astronautes à son bord pendant la mission et si ce premier ne revient pas, Scott doit aller à son secours s'il ne peut pas effectuer le rendez-vous spatial ; dans le cas d'une impossibilité de s'arrimer, il doit aider McDivitt et Schweickart à effectuer une sortie extravéhiculaire pour passer de l'un des modules à l'autre. Scott est cependant mécontent que le module CSM-103, sur lequel il a beaucoup travaillé, reste affecté avec Apollo 8, Apollo 9 se voyant attribué le suivant, le CSM-104.

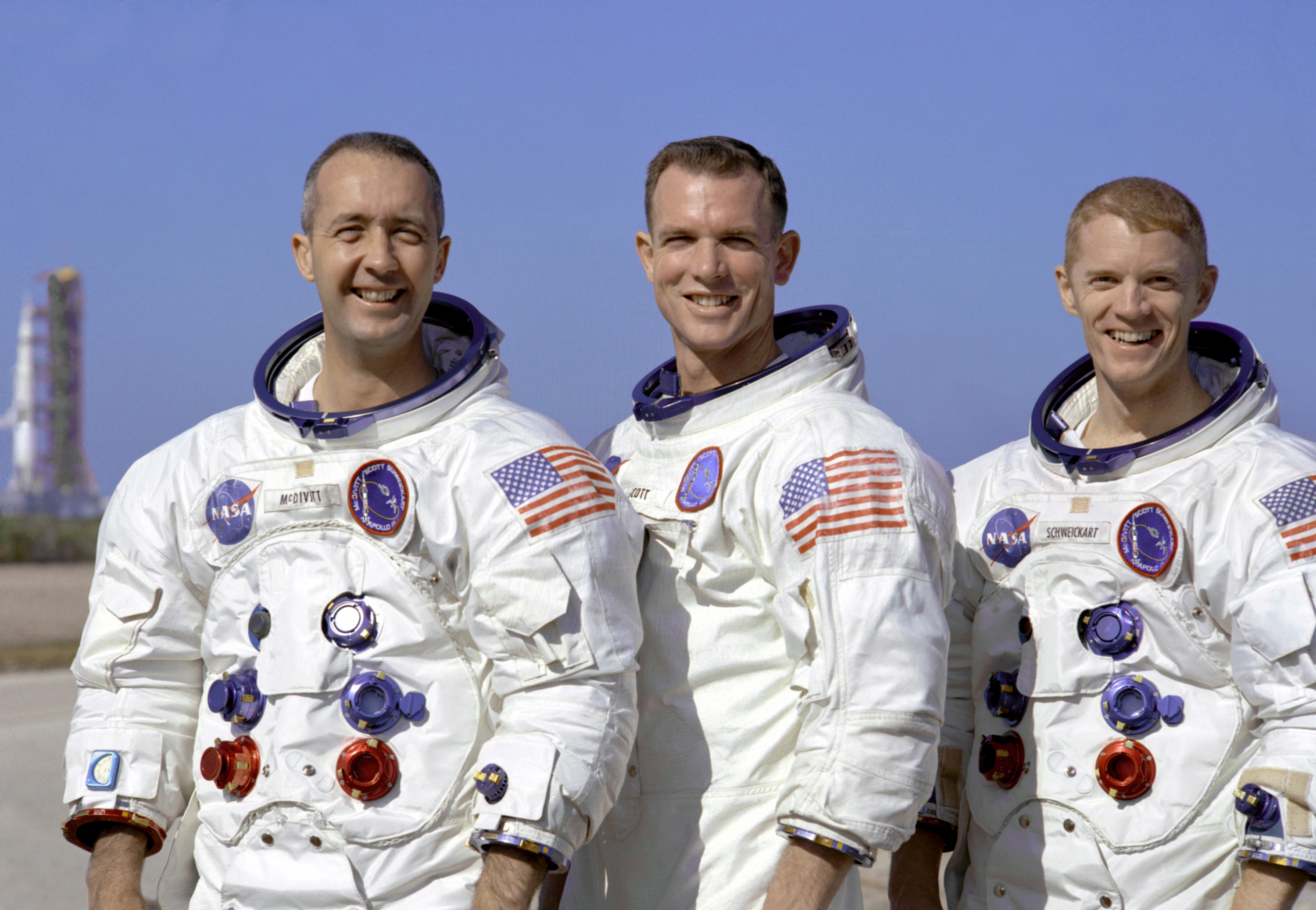
L'équipage principal d'Apollo 9, James McDivitt, David Scott et Russell Schweickart, le 18 décembre 1968.

La date de décollage prévue du 28 février 1969 est reportée car les trois astronautes sont enrhumés ; or, après de mauvaises expériences lors d'Apollo 7 et 8, la NASA se méfie des problèmes médicaux dans l'espace. Le décollage a finalement lieu le 3 mars 1969 et quelques heures après ce lancement, Scott effectue une manœuvre essentielle de préparation à un alunissage en séparant et éloignant le module de commande et de service de l'étage de lanceur S-IVB, puis en faisant pivoter ce premier module pour s'amarrer avec le module lunaire resté temporairement attaché au S-IVB, réalisant ainsi la combinaison du module de commande et de service et module lunaire.
Schweickart vomit deux fois le troisième jour dans l'espace, souffrant du mal de l'espace. Comme il est supposé faire une sortie extravéhiculaire entre la trappe du module lunaire et celle du module de commande et de service le lendemain afin de prouver que cette action peut être réalisée en cas d'urgence, l'organisation est modifiée. En effet, en raison d'inquiétudes concernant son état et d'une possible contamination, il n'effectue qu'une courte sortie extravéhiculaire en sortant simplement du module lunaire tandis que Scott se tient dans l'écoutille du module de commande et de service, partageant son expérience et photographiant Schweickart. Le cinquième jour dans l'espace, le 7 mars, McDivitt et Schweickart se placent dans le module lunaire et se détachent du module de commande et de service tandis que Scott reste dans ce dernier. Bien que cela soit temporaire, cela fait de lui le premier astronaute américain à être seul dans l'espace depuis le programme Mercury. Après le réamarrage, le module lunaire est largué.
Le reste de la mission est consacré aux tests du module de commande et de service, principalement effectués par Scott. McDivitt et Schweickart disposent alors de beaucoup de temps pour observer la Terre pendant que Scott travaille. Apollo 9 reste dans l'espace une orbite de plus que prévu en raison d'une mer agitée dans la zone de récupération ciblée dans l'océan Atlantique, puis amerrit le 13 mars 1969 près du porte-hélicoptères USS Guadalcanal, à moins de 300 km à l'est des Bahamas.

Photographies d'Apollo 9
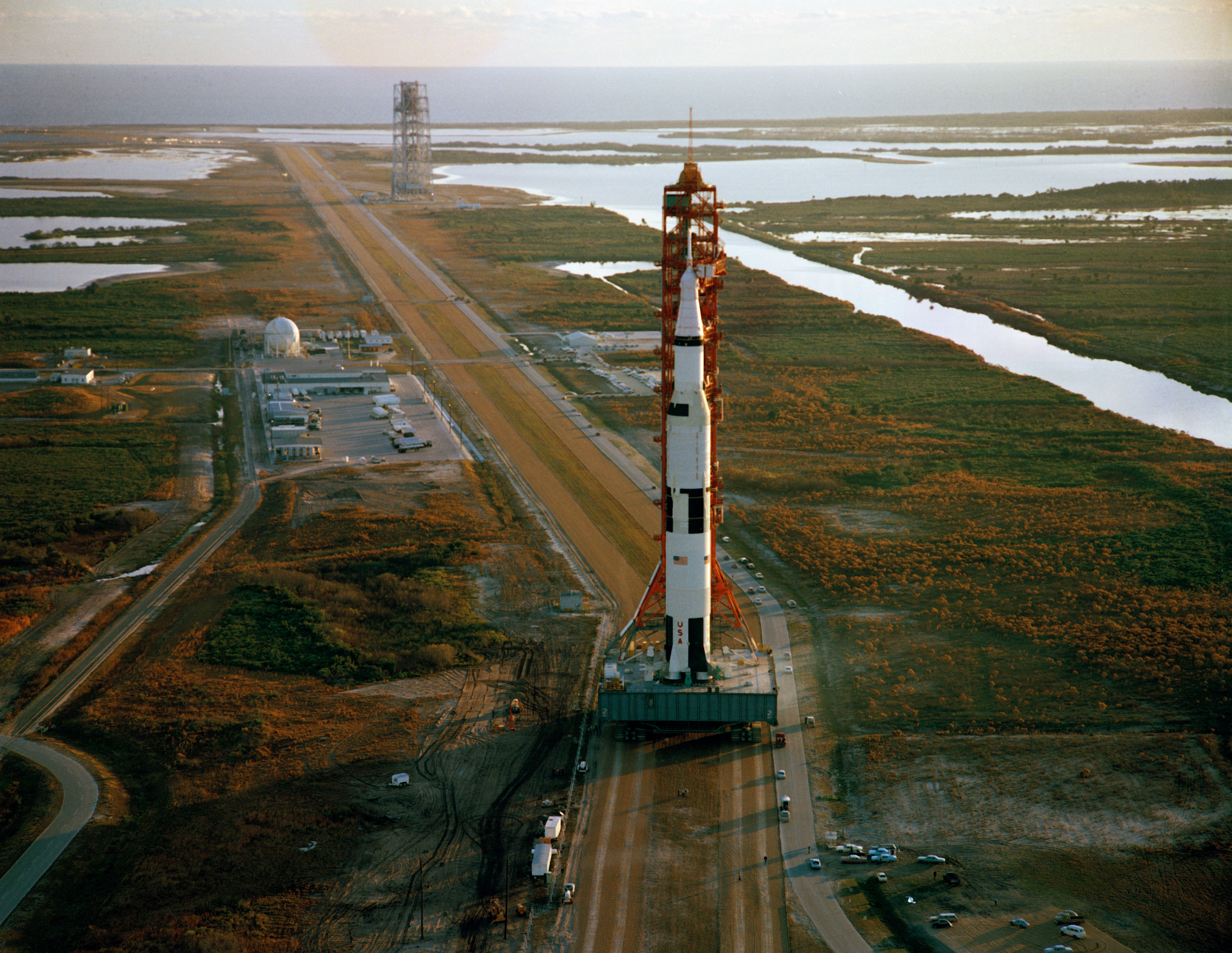
Le lanceur Saturn V d'Apollo 9 en route pour le complexe de lancement 39 le 3 janvier 1969.
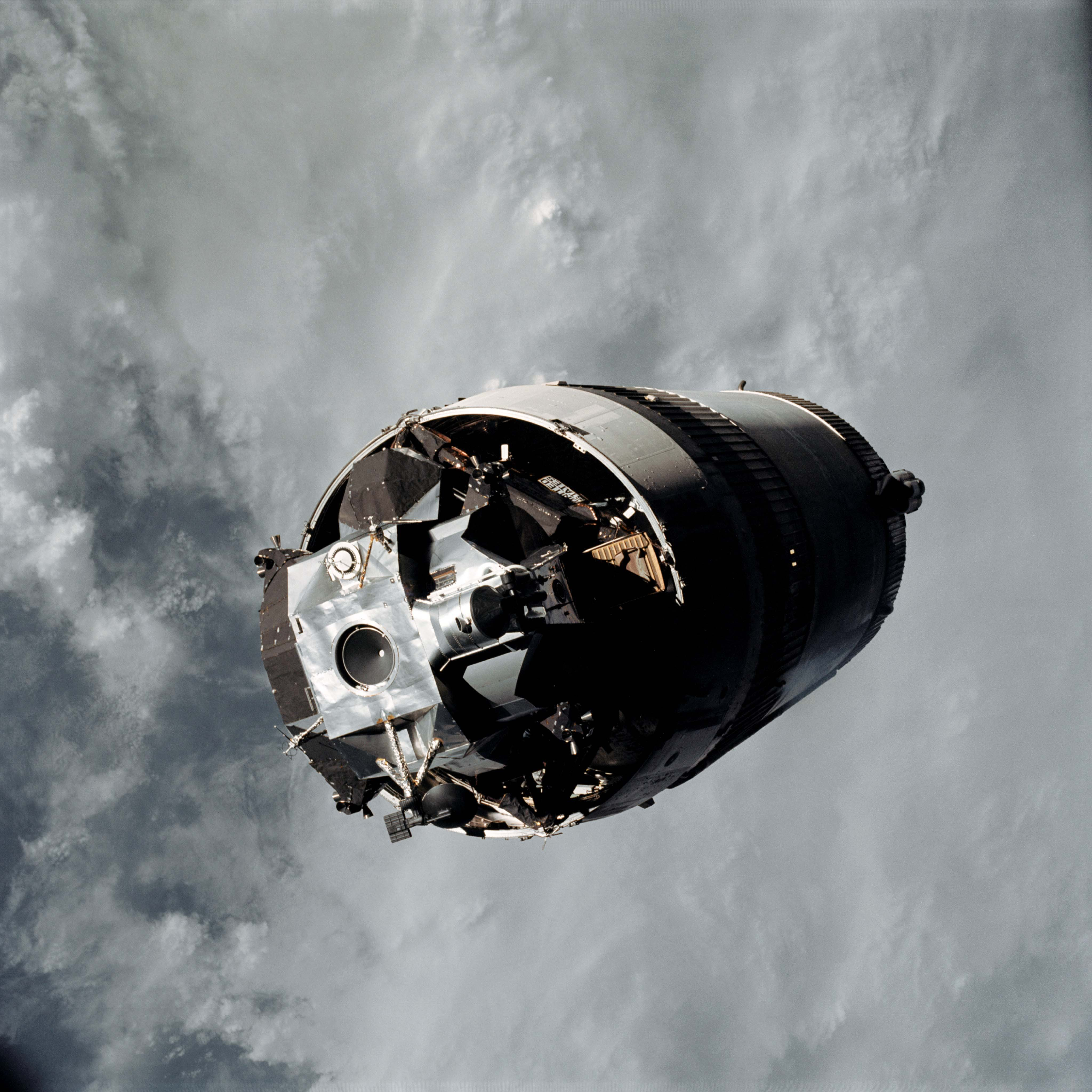
Le module lunaire attaché à l'étage de lanceur S-IVB et vu depuis le module de commande et de service, le 3 mars 1969.
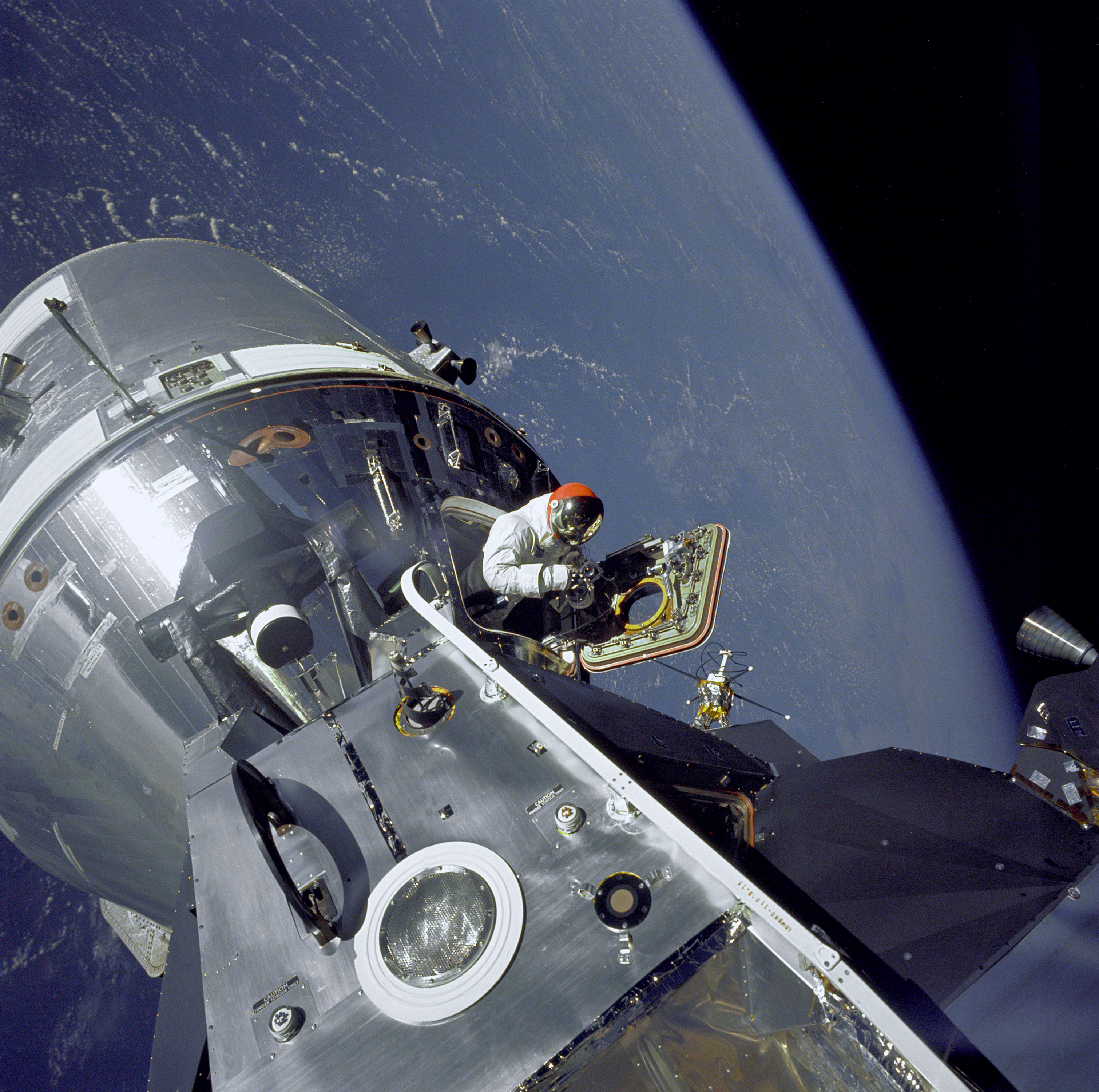
Sortie extravéhiculaire devant la trappe de Scott, en attente de Schweickart, le 6 mars 1969.
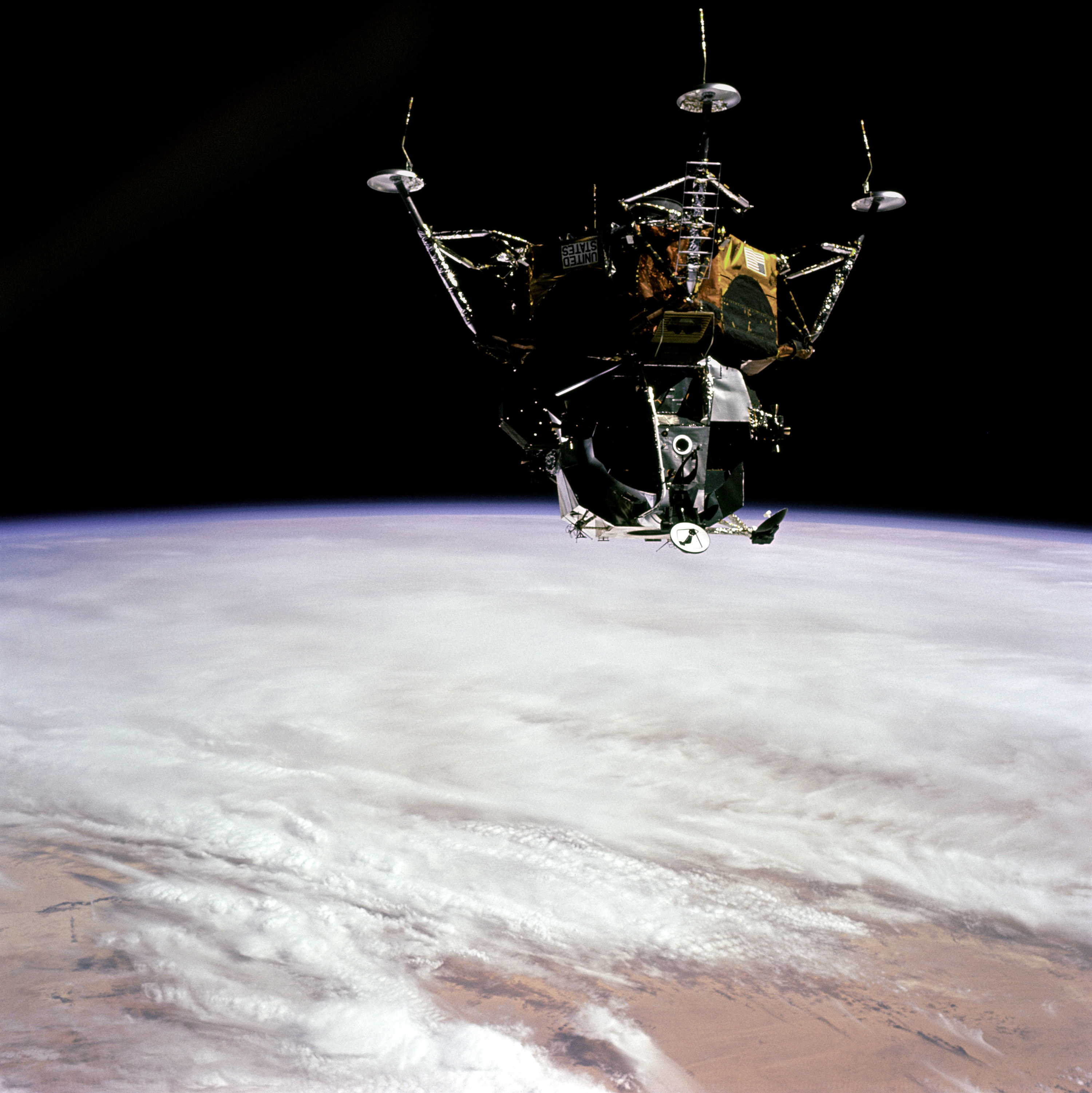
Le module lunaire détaché de l'autre module Apollo, le 7 mars 1969.
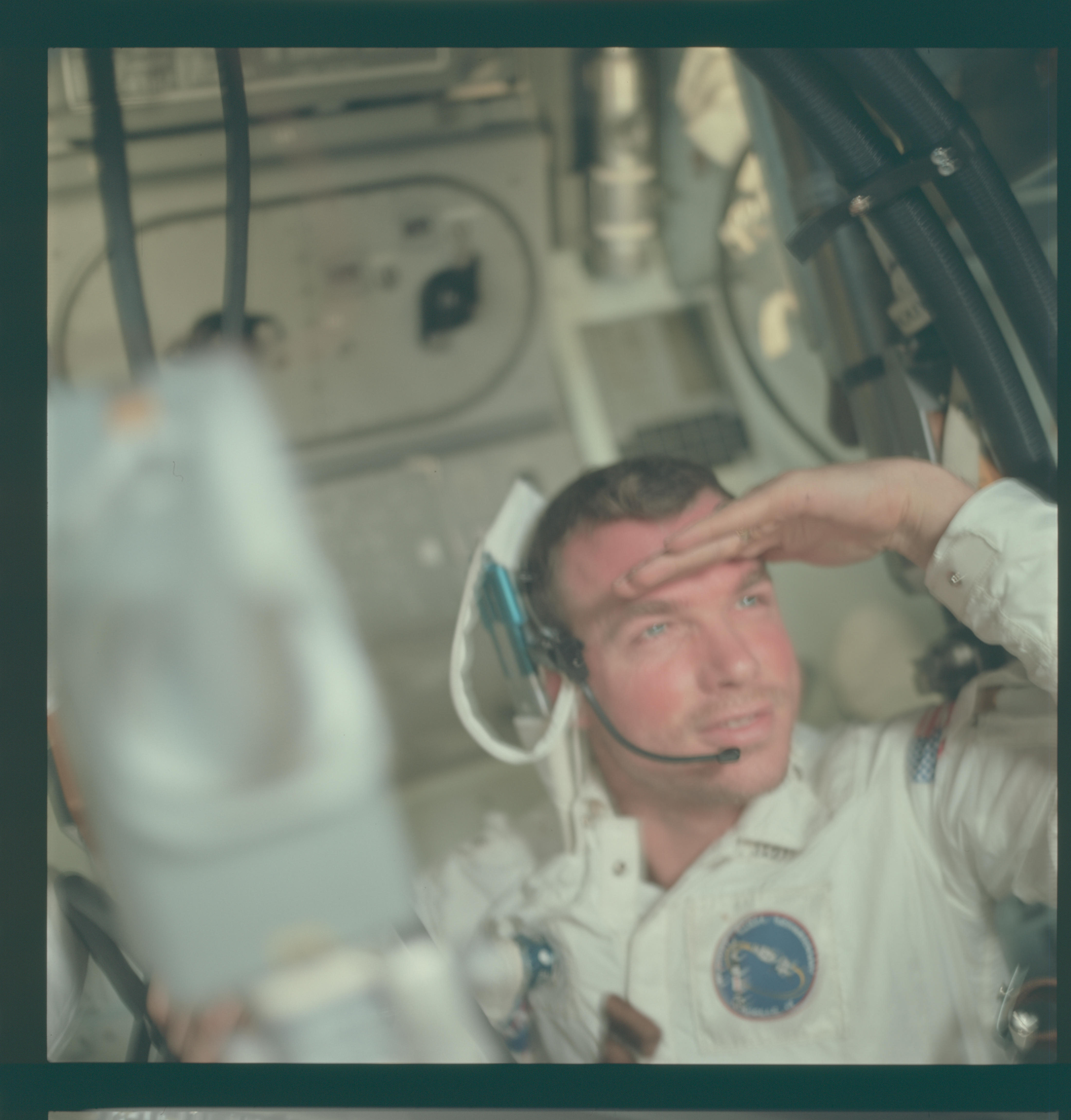
David Scott lors d'Apollo 9 en mars 1969.
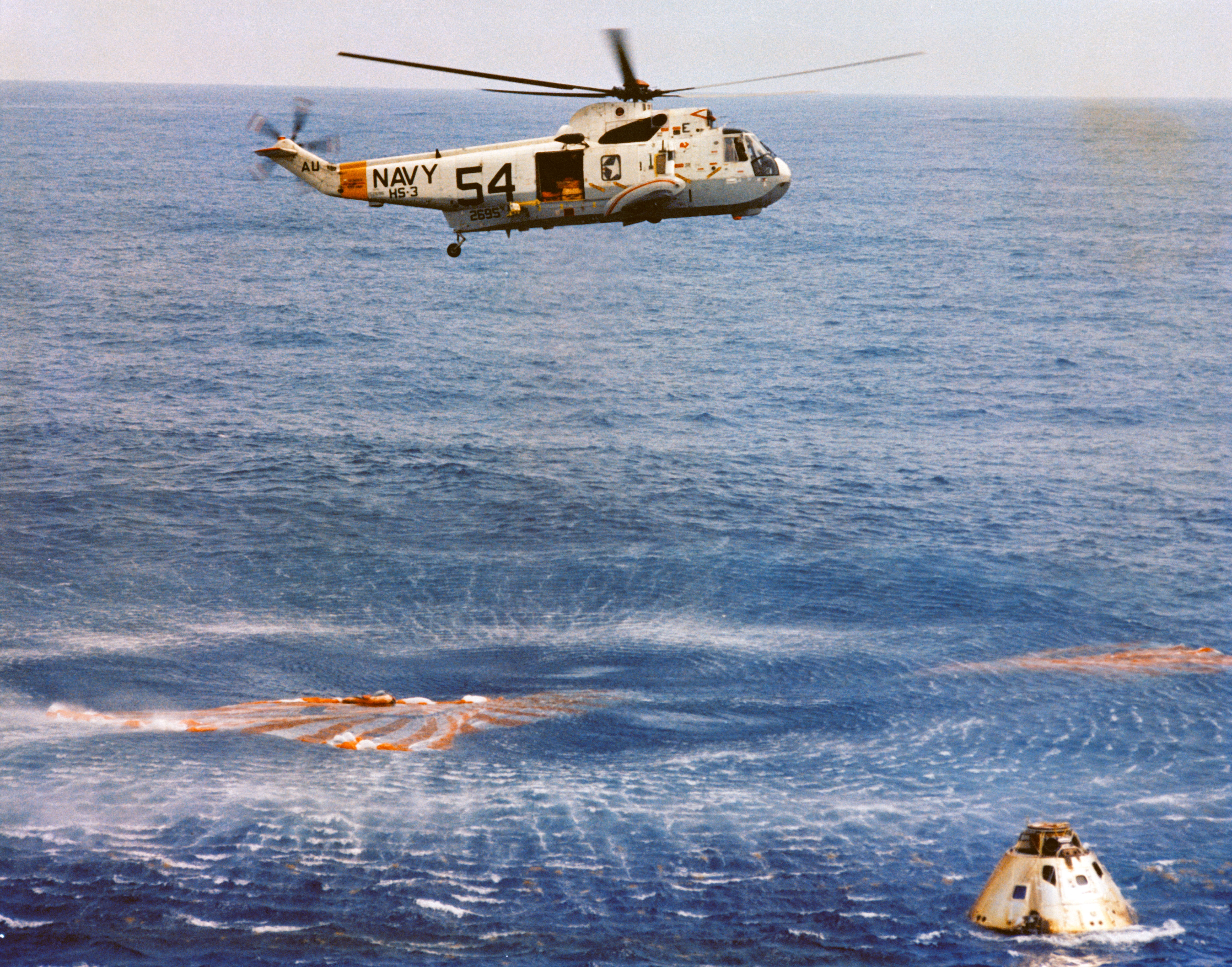
Amerrissage du module Apollo 9, suivi du survol de l'hélicoptère de récupération, le 13 mars 1969.

##### Apollo 15

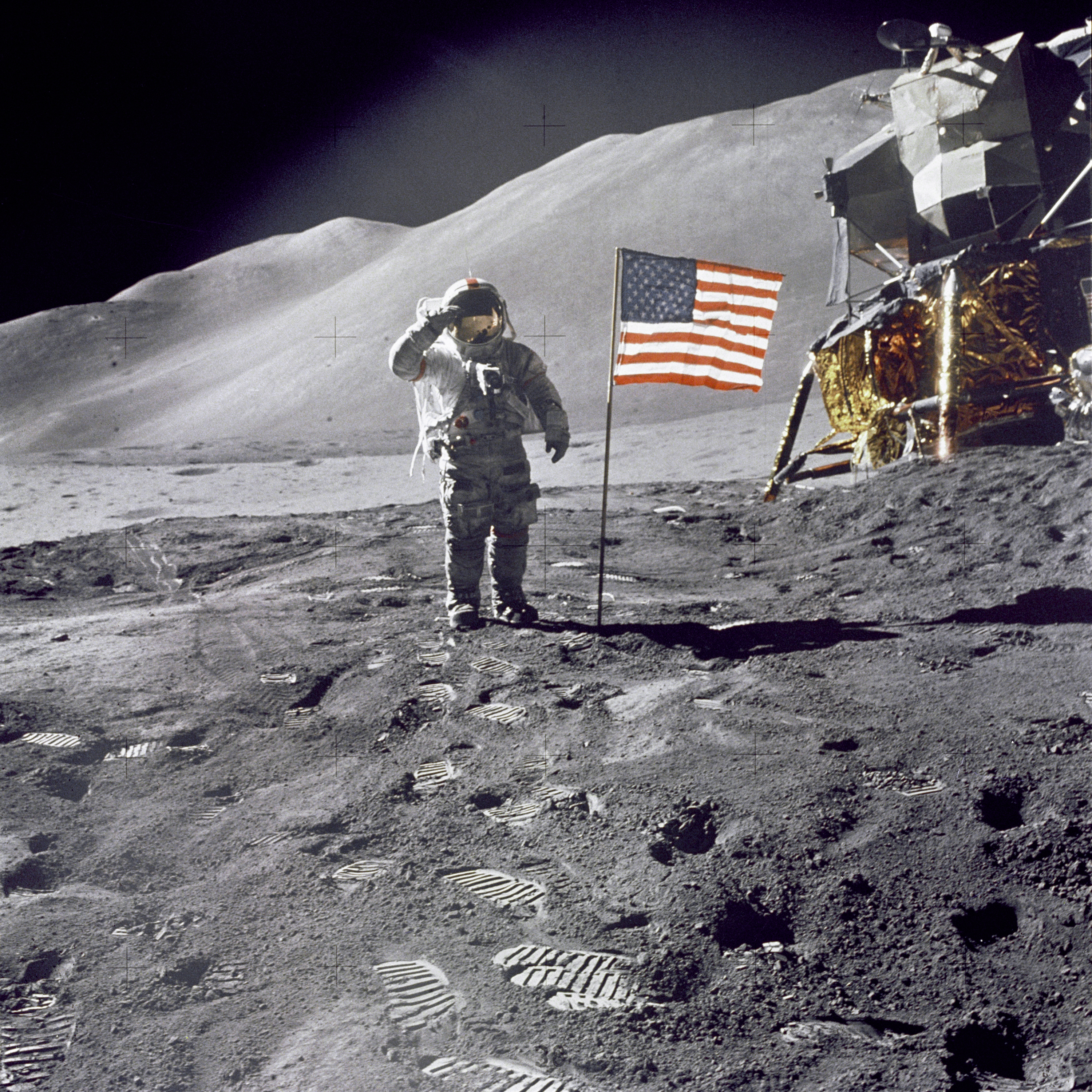
Photographie de James Irwin montrant David Scott saluant le drapeau des États-Unis le 1er août 1971.

###### Déroulement de la mission
Scott étant réputé avoir bien rempli ses fonctions précédemment, il est nommé commandant de réserve d'Apollo 12 le 10 avril 1969, avec Alfred Worden en tant que pilote de module de commande et de service et James Irwin en tant que pilote du module lunaire. McDivitt choisit de poursuivre sa carrière avec des responsabilités à la NASA — un emploi au sol — et Slayton envisage Scott comme commandant d'équipage potentiel. Worden et Irwin ont travaillé en préparation et en soutien technique, respectivement, pour Apollo 9 et 10. Schweickart est lui exclu en raison de son précédent épisode de mal de l'espace. Ces modifications dans les effectifs placent les trois hommes en ligne pour être l'équipage principal d'Apollo 15. Le statut de Scott en tant que commandant de réserve du prochain vol lui permet d'être présent dans la salle du centre de contrôle de mission lorsque Apollo 11, avec son ancien coéquipier Neil Armstrong, réalise le premier alunissage humain. Scott, Worden et Irwin sont officialisés comme équipage principal d'Apollo 15 le 26 mars 1970.
Apollo 15 est la première mission « J », c'est-à-dire qu'elle mettrait l'accent sur la recherche scientifique avec des séjours plus longs sur la surface de la Lune et avec l'utilisation d'un rover lunaire. S'intéressant déjà à la géologie, Scott prend le temps, lors de la formation, de faire en sorte que son équipe se rende sur le terrain avec le géologue du California Institute of Technology (Caltech) Leon Silver. Les scientifiques sont divisés sur l'endroit où Apollo 15 doit atterrir. Scott préconise le secteur de la crevasse lunaire d'Hadley Rille dans la région d'Hadley–Apennine, à l'est des marais de la Putréfaction sur la face visible de la Lune, et c'est finalement celui-ci qui est retenu. À mesure que la date du décollage se rapproche, Scott s'efforce de pratiquer sur des terrains les plus semblables à ce qu'il rencontrera sur la surface lunaire, avec des faux sacs à dos simulant ce qu'il portera sur la Lune et, à partir de novembre 1970, une version de formation du rover lunaire.
Apollo 15 est lancé du complexe de lancement 39A du Centre spatial Kennedy le 26 juillet 1971. Le vol aller vers la Lune ne rencontre que de légères difficultés et la mission entre dans l'orbite lunaire sans incident. La descente vers la Lune par le module lunaire, avec Scott et Irwin à bord, a lieu le 30 juillet, avec Scott en tant que commandant tentant l'alunissage. Devant les difficultés de l'ordinateur à diriger le module vers la zone prévue, Scott prend le contrôle du pilotage lors de la descente finale pour éviter de se poser trop au sud.
Sur la surface lunaire, les deux astronautes enfilent les casques et les gants de leur combinaison et Scott réalise la première et unique « sortie extravéhiculaire partielle » sur la surface lunaire en sortant sa tête et le haut de son corps par le port d'amarrage au-dessus du module lunaire. Il prend des photographies panoramiques de la région environnante depuis cette position surélevée et observe le terrain sur lequel il évoluera par la suite. Sorti du module et après avoir déployé le rover lunaire, Scott, premier « automobiliste lunaire », conduit près de 7,5 km avec Irwin en direction de Hadley Rille. Sur place, Scott s'émerveille de la beauté de la scène. Leurs exploits sont suivis par une caméra de télévision montée sur le rover et contrôlée depuis la Terre. Scott et Irwin prélèvent des échantillons de roche lunaire avant de retourner au module pour mettre en place l'Apollo Lunar Surface Experiments Package (ALSEP), les expériences scientifiques qui doivent continuer après leur départ.
La seconde sortie, le lendemain, 1er août, a lieu sur la pente du mont Hadley Delta. Au cratère Spur, ils découvrent l'un des échantillons lunaires les plus célèbres, un anorthosite riche en plagioclase de la croûte lunaire primitive, que la presse a plus tard surnommé le « Genesis Rock ». Le troisième jour, le 2 août, ils entament leur dernière sortie sur la Lune, une excursion écourtée par des problèmes pour récupérer un échantillon. À leur retour au module lunaire, Scott, devant la caméra de télévision, réalise une expérience pédagogique avec un marteau géologique en aluminium (lourd) et une plume d'aigle (légère) pour démontrer la théorie de Galilée selon laquelle des objets de poids différents vont chuter à la même vitesse dans le vide. Ainsi, dit autrement, en absence d'atmosphère, la gravité agit de façon égale sur tous les corps. Après avoir conduit le véhicule dans une position où la caméra du rover peut voir le décollage de l'étage d'ascension du module lunaire, Scott dépose un mémorial aux astronautes et aspirants astronautes morts pour faire avancer l'exploration spatiale, quelle que soit leur nationalité. Il s'agit d'une plaque commémorative portant leur nom et d'une petite statuette en aluminium, Fallen Astronaut, fabriquée par l'artiste belge Paul Van Hoeydonck. Une fois cela fait, Scott rentre dans le module lunaire et peu après, quitte la Lune avec Irwin,. Fallen Astronaut est à ce jour la seule œuvre d'art à la surface de la Lune. Les 1er et 2 août, ils cumulent près de 28 km en rover.
Le module d'Apollo 15 amerrit dans l'océan Pacifique au nord de Honolulu, près d'Hawaï, le 7 août 1971. C'est le premier équipage à revenir de la surface lunaire sans être mis en quarantaine à son retour. Les astronautes embarquent pour Houston et réalisent le circuit habituel pour les astronautes d'Apollo de retour de mission : compte-rendu, visite au Congrès, célébrations et voyages à l'étranger. Scott regrette néanmoins l'absence de quarantaine qui, à son avis, aurait permis à l'équipage de se remettre du vol.

Photographies d'Apollo 15
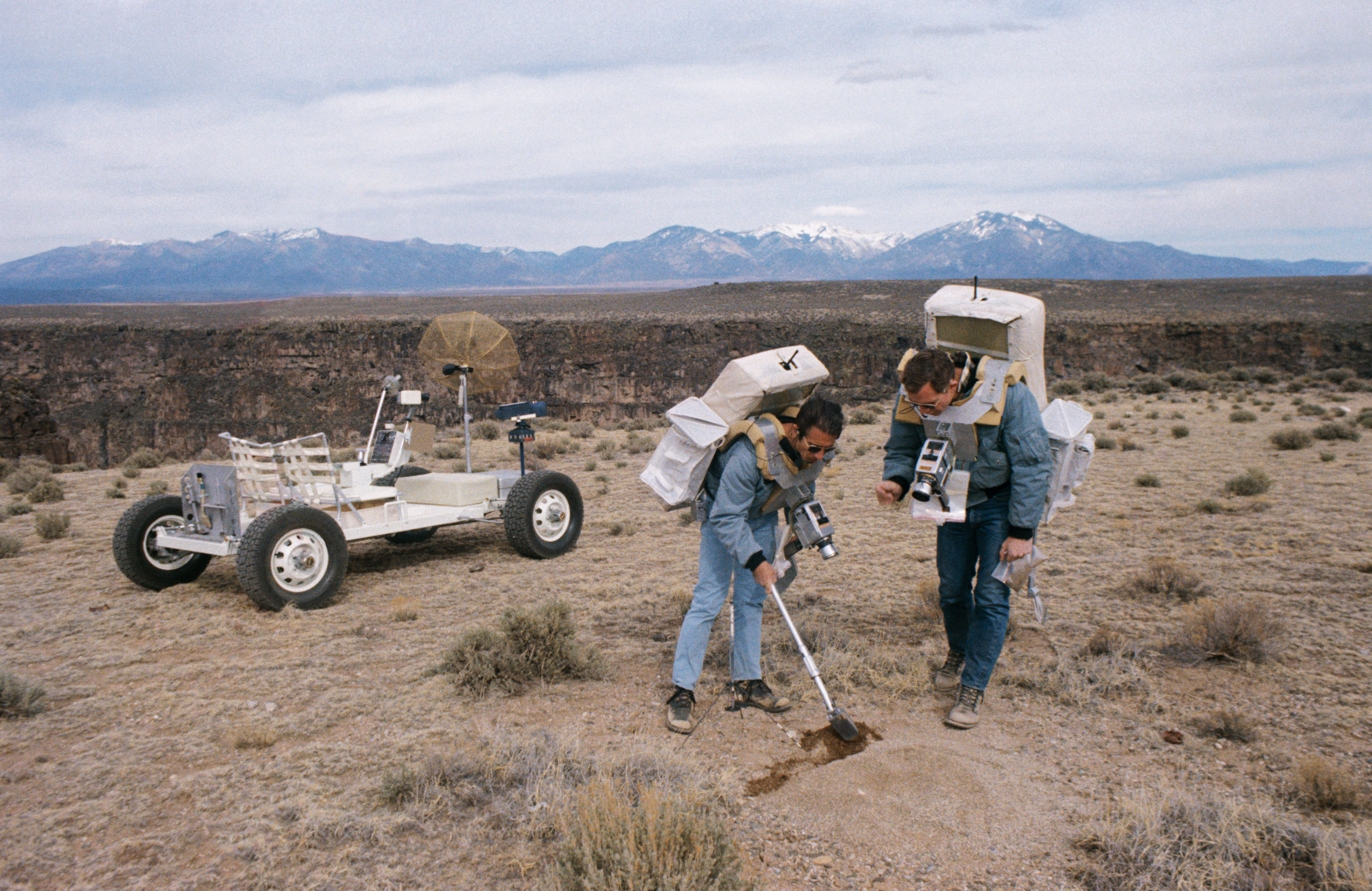
Irwin et Scott (gauche) au cours d'un entrainement géologique au Nouveau-Mexique en mars 1971.
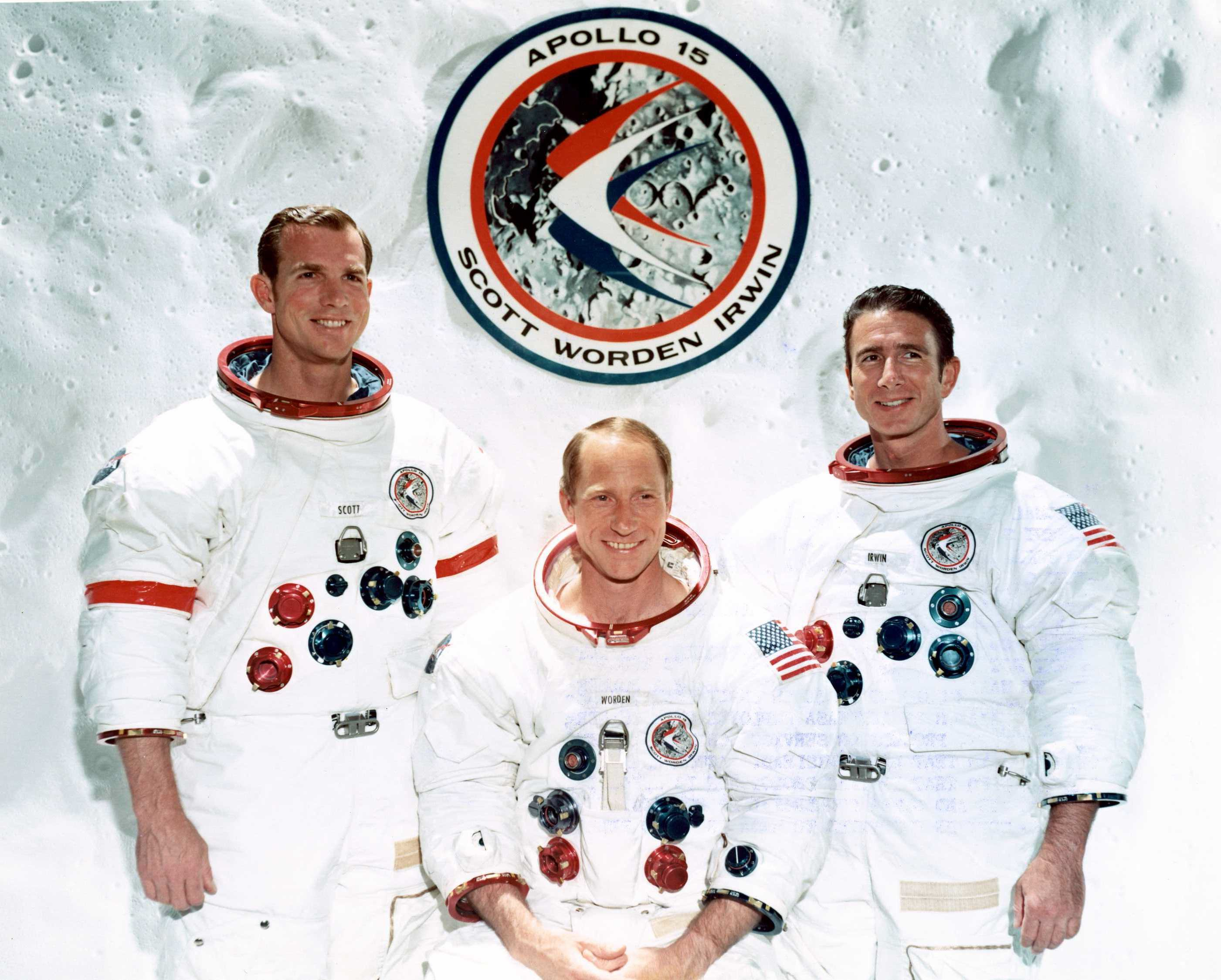
L'équipage d'Apollo 15 le 28 juin 1971.
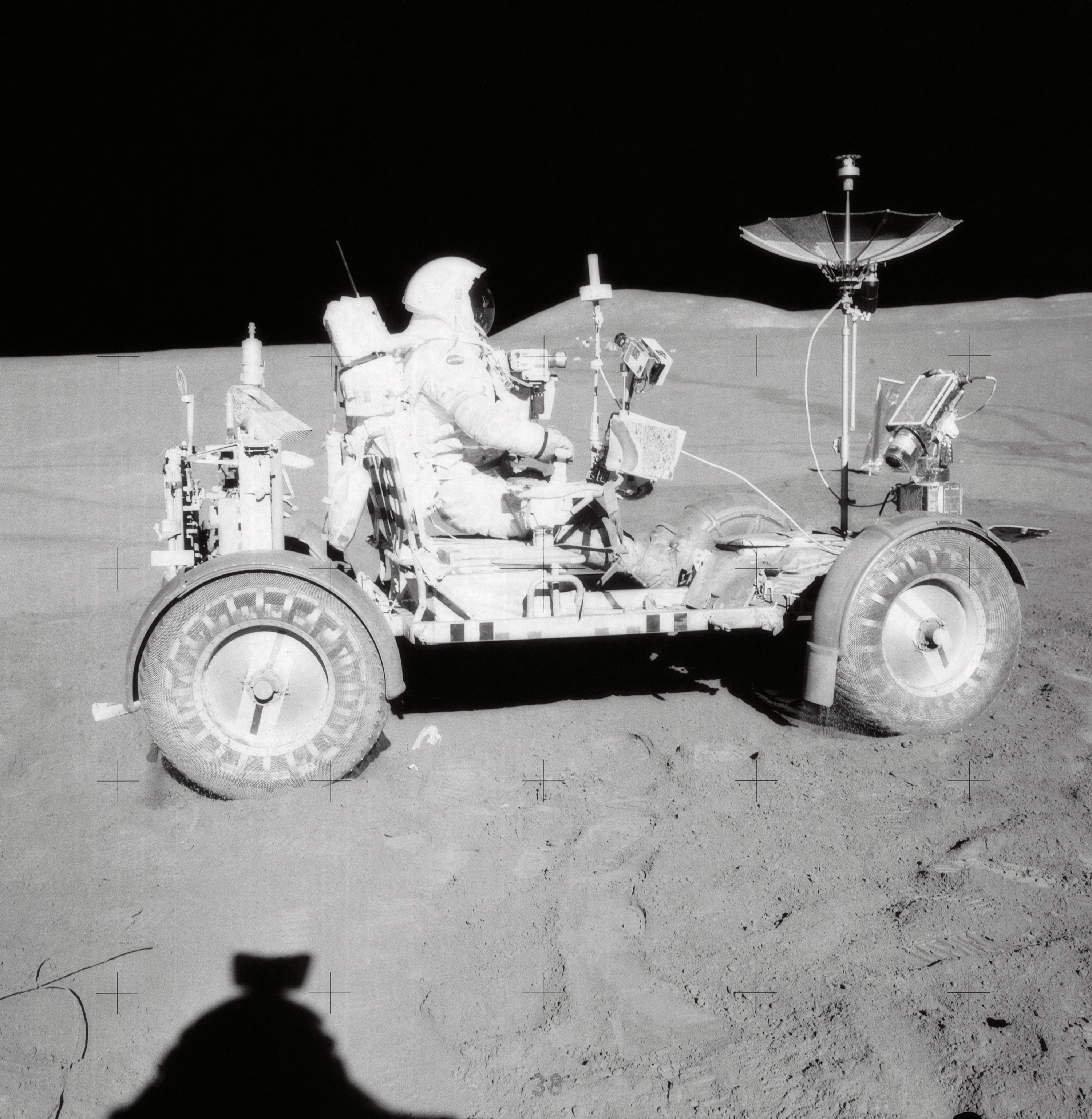
David Scott sur le rover lunaire Apollo le 31 juillet 1971.
- Film tourné depuis la caméra embarquée du rover lunaire lors de la deuxième sortie extravéhiculaire en août 1971.
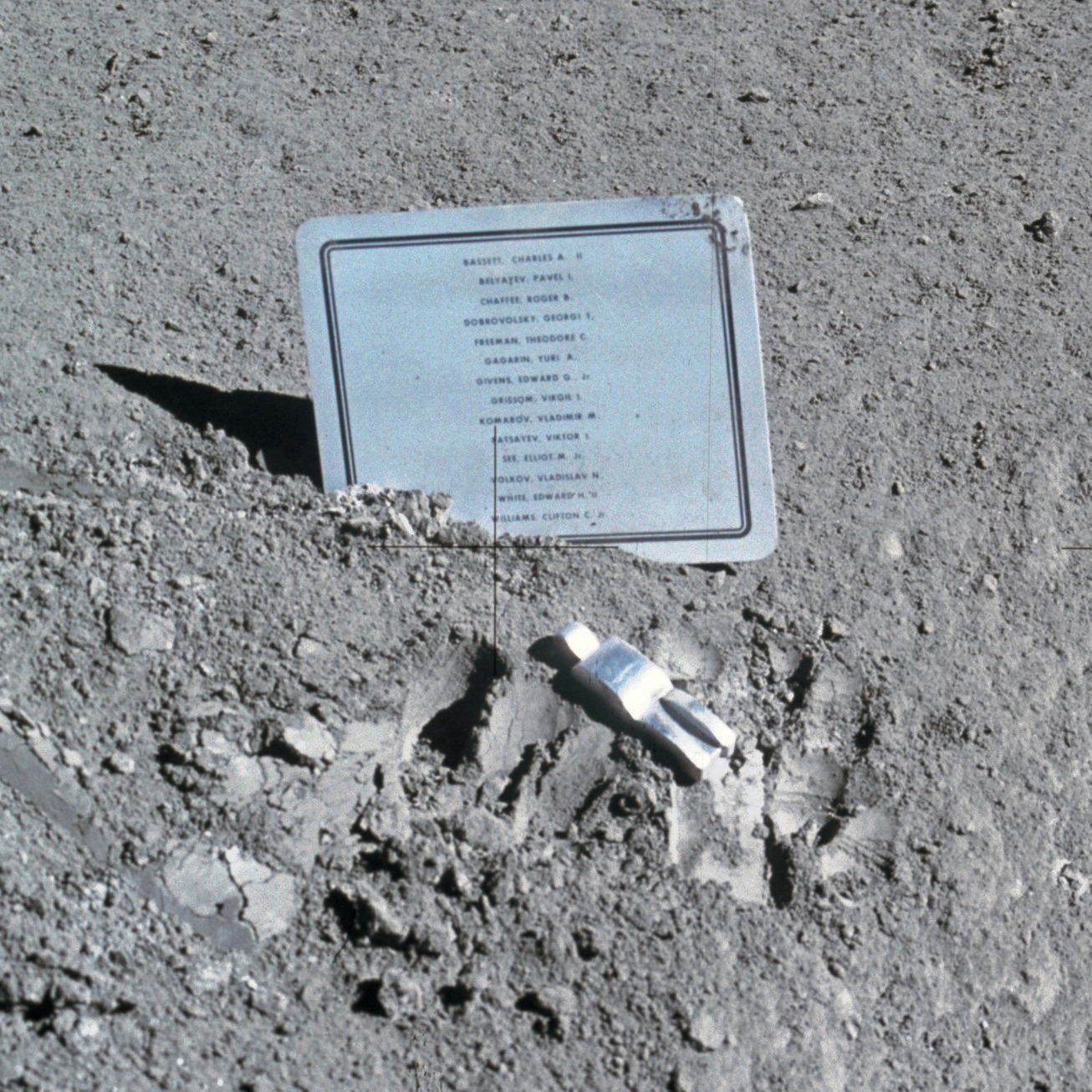
Fallen Astronaut et sa plaque commémorative, sur la surface lunaire, lors de son dépôt le 1er août 1971.
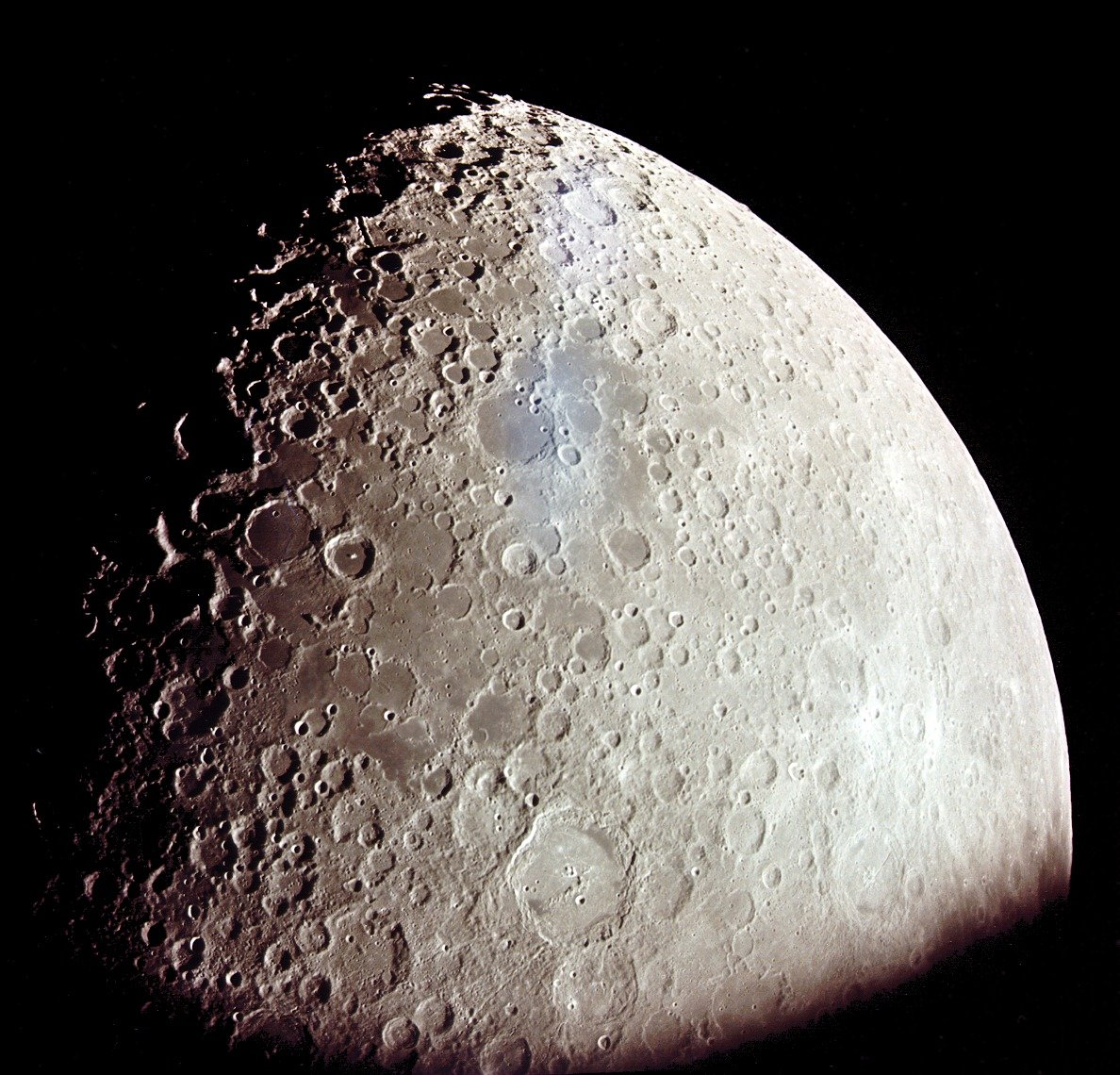
La Lune et la région de Mare Australe au retour de la mission en août 1971.
- Descente et amerrissage d'Apollo 15, près d'Hawaï le 7 août 1971.

###### Scandale des enveloppes postales

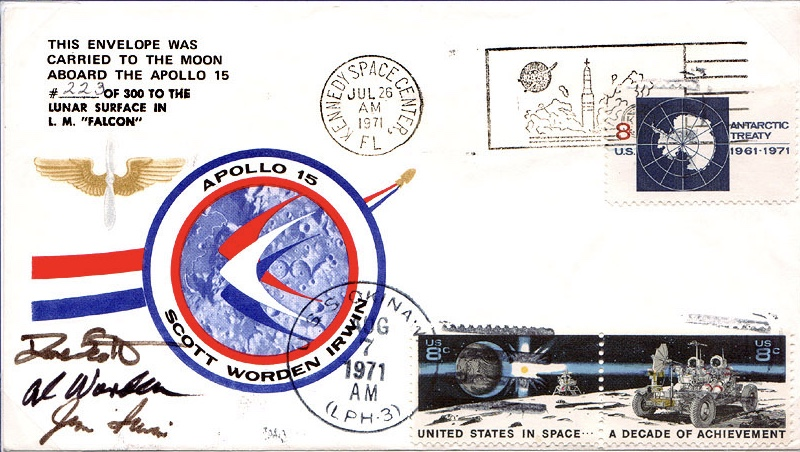
Une enveloppe d'Apollo 15 avec notamment le logotype de la mission, des cachets et les signatures des astronautes.

Avant le vol, l'équipage s'organise pour le transport d'enveloppes postales lors du voyage sur la Lune afin d'en faire des objets de collection et de les revendre pour financer les études de leurs enfants ou en cas de mort en mission. Ce type de trafic est jusque-là tacitement autorisé par l'agence spatiale et Deke Slayton avait édicté une réglementation stipulant que les objets personnels emportés dans un vaisseau spatial devaient être répertoriés pour son approbation et le contrôle de leur poids. Une partie des enveloppes postales d'Apollo 15 est autorisée par la NASA et une autre ne l'est pas, par erreur.
Le lot d'enveloppes qui sera au cœur du scandale est lié à un accord avec une connaissance des astronautes en échange d'environ 7 000 dollars pour chaque astronaute. Scott transporte ces enveloppes dans le module de commande via sa combinaison spatiale. Elles sont transférées au module lunaire lors du voyage vers la Lune et y atterrissent avec les astronautes. À son retour sur Terre, Scott en envoie une partie à sa connaissance et, fin 1971, les enveloppes sont mises en vente par le marchand ouest-allemand spécialisé en philatélie Hermann Sieger et portent depuis le surnom « d'enveloppes Sieger ». En avril 1972, Slayton apprend l'existence de cette revente d'enveloppes non autorisées et même si ç'a été fait contre la volonté des astronautes, ces derniers rendent l'argent devant la mauvaise publicité. Slayton, courroucé, retire Scott, Worden et Irwin en tant que membres de l'équipe de réserve d'Apollo 17.
L'affaire est rendue publique en juin 1972 et, le mois suivant, les astronautes sont réprimandés par la NASA et l'armée de l'air,. Les enveloppes dont l'équipage dispose encore sont dans un premier temps saisies par la NASA puis restituées aux astronautes en 1983 en raison d'un règlement à l'amiable. Le gouvernement estime le succès difficile lors d'un potentiel procès, car la NASA ne pouvait pas ne pas être au courant de ce trafic, les enveloppes étant notamment tamponnées du 26 juillet 1971 par le cachet du Centre spatial Kennedy et du 7 août 1971 par celui de l'USS Okinawa. Le communiqué de presse qui annonce les réprimandes, daté du 11 juillet 1972, indique que « les actions des astronautes seraient dûment prises en compte lors de leur sélection pour une affectation future », ce qui rend extrêmement improbable un nouveau vol dans l'espace. Le magazine Newsweek confirme en rapportant que Scott n'est envisagé sur aucune mission à venir.
Dans son autobiographie, Scott raconte qu'Alan Shepard, alors chef du Bureau des astronautes, lui a offert le choix entre appuyer sa participation comme réserviste pour Apollo 17 ou un rôle d'assistant spécial du projet Apollo-Soyouz, la première mission conjointe avec l'URSS. Il choisit cette dernière possibilité.

### Autres responsabilités à la NASA

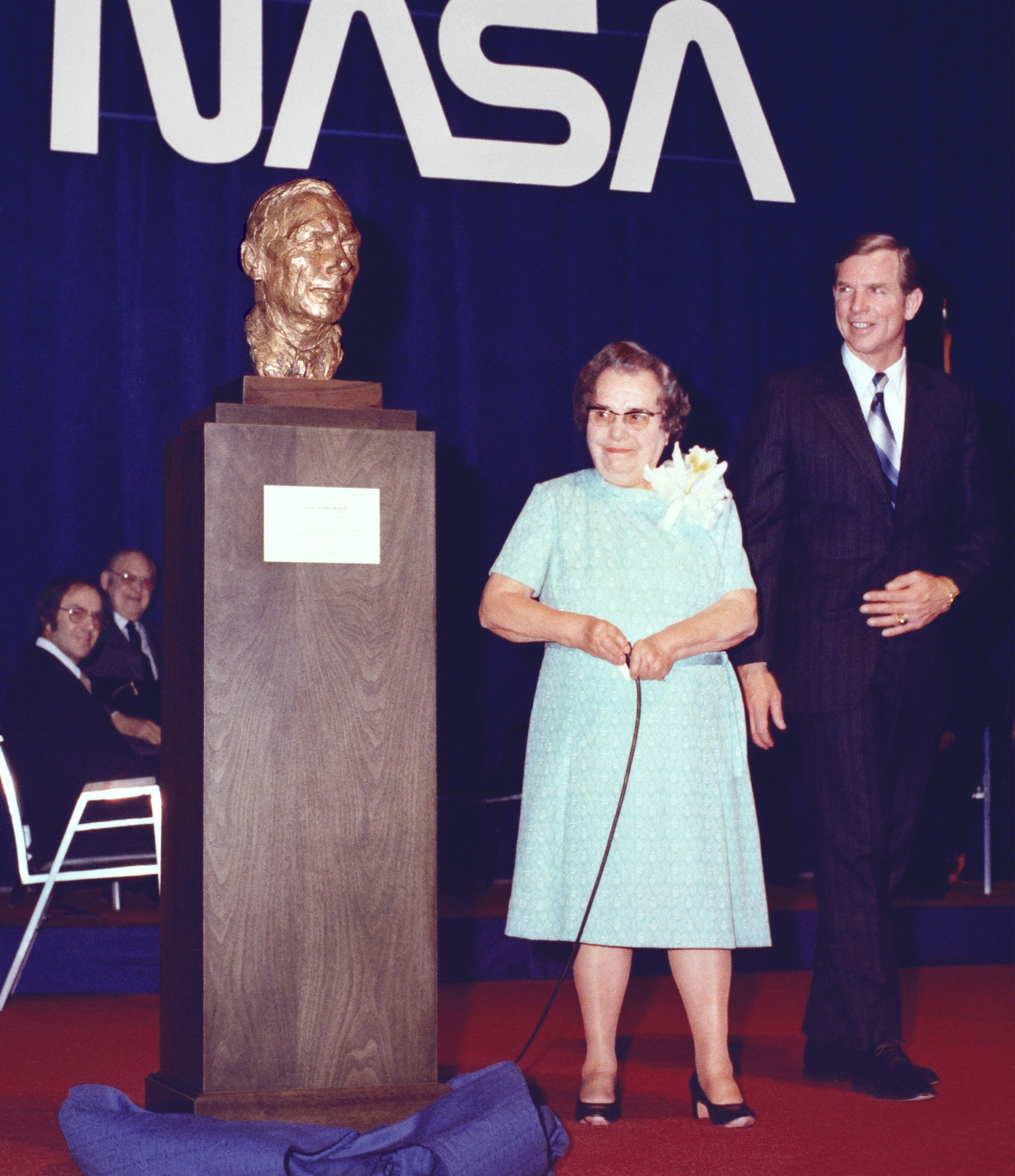
Scott (droite) comme directeur du centre de recherche Dryden le 26 mars 1976, pour de la présentation d'un buste du scientifique Hugh L. Dryden en présence de la veuve de Dryden.

Dans son rôle pour Apollo-Soyouz, Scott se rend à Moscou, dirigeant une équipe d'experts techniques. Il y rencontre le commandant de la partie soviétique de la mission, Alexeï Leonov, avec lequel il écrit en 2006 une autobiographie conjointe intitulée Two Sides of the Moon: Our Story of the Cold War Space Race. Leonov est un cosmonaute réputé car il est, en mars 1965, le premier à réaliser une sortie extravéhiculaire, quelques mois avant Edward White côté américain.
En 1973, Scott se voit proposer le poste de directeur adjoint du Dryden Flight Research Center (futur Neil A. Armstrong Flight Research Center) de la NASA, situé à la base aérienne Edwards, un endroit que Scott adore depuis longtemps. Cela lui permet de piloter des avions atteignant la limite de l'espace et de renouer des contacts avec le retraité Chuck Yeager, présent à titre de pilote d'essai et à qui Scott accorde des privilèges de vol.
Le 18 avril 1975, à l'âge de 42 ans, Scott devient directeur du centre, au grand dam de Deke Slayton selon les mémoires du responsable de la NASA Christopher Kraft. Il s'agit d'une nomination civile et, pour l'accepter, Scott prend sa retraite de l'armée de l'air en mars 1975. Il a alors le grade de colonel et cumule 5 600 heures de vol. Scott trouve le travail intéressant et passionnant, mais avec les restrictions budgétaires et la fin des tests d'approche et d'atterrissage de la navette spatiale américaine, il décide en 1977 de quitter la NASA. Il officialise cela le 30 septembre 1977.

### Carrière postérieure
Désormais dans le secteur privé, Scott fonde l'entreprise Scott Science and Technology, Inc. fin 1977. À la fin des années 1970 et dans les années 1980, il participe à plusieurs projets gouvernementaux, comme le programme d'entraînement d'astronautes pour un projet de navette spatiale militaire. Une autre entreprise de Scott cesse ses activités après l'accident de la navette spatiale Challenger en 1986 car, bien qu'elle n'ait joué aucun rôle dans la catastrophe, la refonte ultérieure de certaines parties de la navette élimine toute possibilité de contribution de sa part. Après cet événement, l'ancien astronaute siège pendant quatre ans dans un comité consultatif sur le transport spatial commercial, formé pour conseiller le Secrétaire aux Transports sur la conversion éventuelle de missiles balistiques intercontinentaux en lanceurs spatiaux. En 1992, un tribunal de Prescott en Arizona conclut que Scott est coupable d'une fraude financière dans un partenariat qu'il avait organisé pour créer une technologie permettant d'éviter les pannes mécaniques des aéronefs. Il est condamné à verser environ 400 000 dollars en réparation et la technologie n'est jamais développée.
Scott commente pour la télévision britannique le premier vol de la navette spatiale américaine (STS-1) en avril 1981. Il est consultant sur le film Apollo 13 (1995) de Ron Howard et sur la minisérie De la Terre à la Lune (1998) dans laquelle son rôle est interprété par Brett Cullen. Scott est également consultant sur le film Magnificent Desolation: Walking on the Moon 3D (2005) coproduit notamment par Tom Hanks. Il est l'un des astronautes présentés dans le livre et le documentaire In the Shadow of the Moon (2007) et est interprété par Christopher Abbott dans le film First Man : Le Premier Homme sur la Lune (2018).
En 2003-2004, il est consultant pour la série télévisée britannique Space Odyssey (2004). En 2004, Alexeï Leonov et lui commencent à travailler sur une double biographie et récit de la course à l'espace entre les États-Unis et l'Union soviétique. Le livre, Two Sides of the Moon: Our Story of the Cold War Space Race, est publié en 2006. Neil Armstrong et Tom Hanks écrivent tous deux les préfaces du livre. Scott travaille avec les équipes scientifiques de l'université Brown pour un des instruments scientifiques de la sonde spatiale indienne Chandrayaan-1. Pour la NASA, il travaille sur une étude d'exploration lunaire de 500 jours et collabore à une recherche intitulée Advanced Visualization in Solar System Exploration and Research (ADVISER): Optimizing the Science Return from the Moon and Mars en lien avec l'exploration de la planète Mars.
Scott avait emporté deux montres Bulova sur la Lune, là encore sans l'autorisation préalable de Slayton. Il portait l'une de celles-ci sur sa troisième sortie extravéhiculaire, après que sa montre réglementaire soit endommagée. Cette montre, revendue en 2015, a atteint la somme de 1,625 million de dollars et l'entreprise horlogère s'est mise à commercialiser des modèles mentionnant Scott et Apollo 15. Mécontent de cette utilisation commerciale de son nom sans son accord, cela conduit à un procès en 2017, qui donne suite à certaines de ses demandes.

### Vie privée

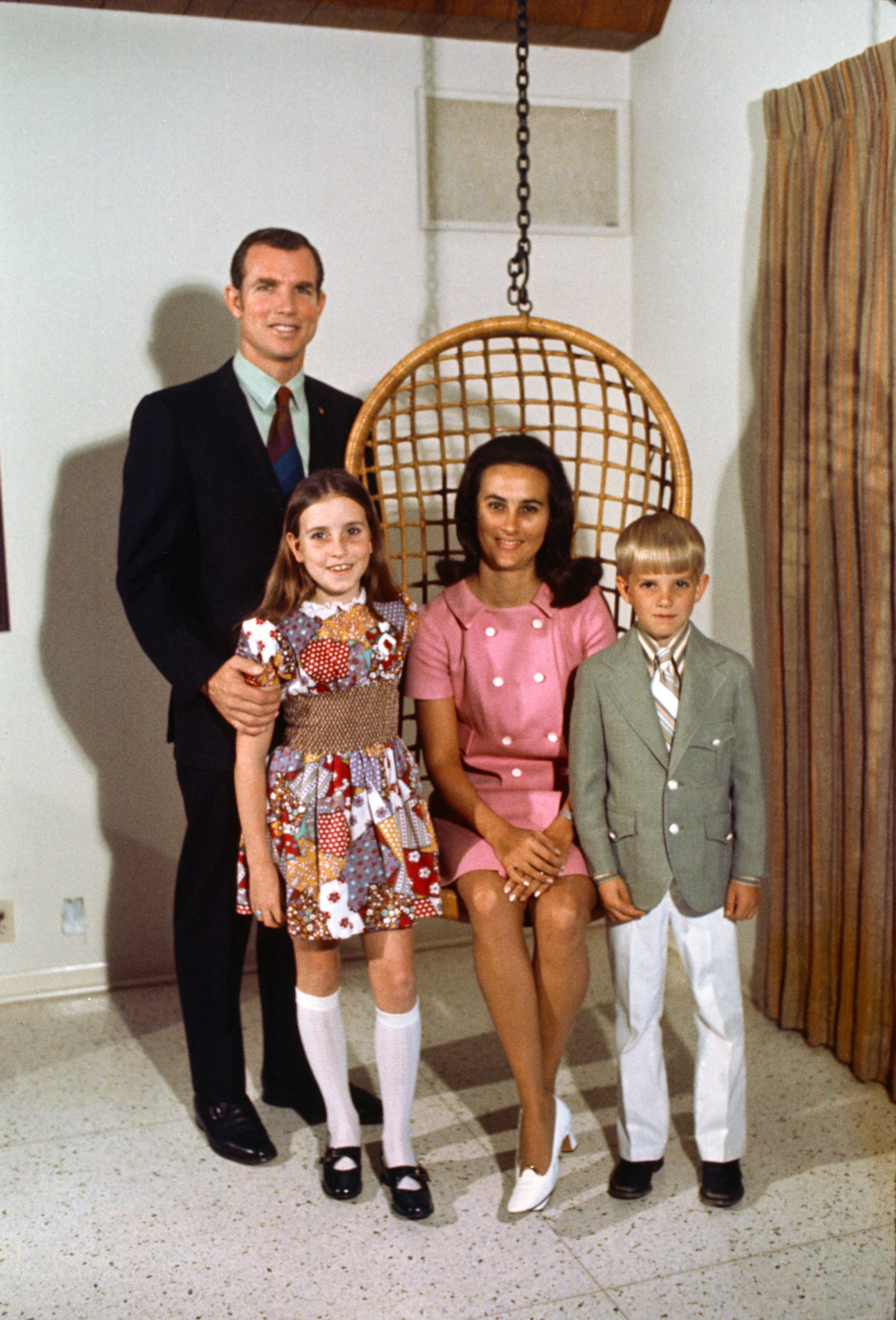
Scott, Ann et leurs deux enfants en avril 1971.

En 1959, Scott épouse sa première femme, Ann (née Ott). Il a deux enfants avec elle : Tracy (née en 1961) et Douglas (née en 1963). En 2000, séparé d'Ann, il se fiance avec la présentatrice de télévision britannique Anna Ford, bien que toujours marié. Sa relation avec Ford avait débuté en 1999 mais, en 2001, ils se séparent. Il épouse plus tard Margaret (née Black), ancienne responsable de la banque américaine Morgan Stanley. David Scott et Margaret Black-Scott résident à Los Angeles.
Il est décrit comme amateur de natation, de handball, de ski et de photographie.

## Distinctions, hommages et postérité
L'administrateur adjoint de la NASA Robert Seamans remet à Scott et Armstrong la médaille du service exceptionnel de la NASA en 1966 pour Gemini 8. Scott reçoit également la Distinguished Flying Cross pour ce vol. Le vice-président des États-Unis Spiro Agnew, qui avait assisté au décollage d'Apollo 9, remet à l'équipage de cette mission la médaille du service distingué de la NASA. Lors de la cérémonie, Agnew déclare : « Je suis fier que les États-Unis soient à l'avant-garde et aient établi le leadership dans l'espace, à la mesure de notre nouveau leadership sur Terre ». Scott reçoit l'Air Force Distinguished Service Medal également pour cette mission.
Agnew remet également à l'équipage d'Apollo 15 la NASA Distinguished Service Medal et Scott gagne sa seconde Distinguished Flying Cross pour ce vol. Le 15 septembre 1971, la ville de Chicago accueille l'équipage d'Apollo 15 lors d'une parade à laquelle assistent plus de 200 000 personnes. Le maire Richard M. Daley remet à l'équipage des médailles de citoyenneté honoraires. Le 25 août 1971, l'équipage d'Apollo 15 est honoré par une autre parade à New York. La ville leur décerne également une médaille. Plus tard dans la journée, le Secrétaire général des Nations unies, U Thant, remet au trio la première médaille de la paix des Nations unies. Lors du dîner dansant annuel de l'Air Force Association (AFA) en septembre 1971, l'équipage de l'Apollo 15 se voit remettre le trophée David C. Schilling, le prix le plus prestigieux de l'association. Scott présente à cette occasion des objets qui sont allés sur la Lune : une partition de The U.S. Air Force — l'hymne de cette arme — et un drapeau de l'armée de l'air américaine. L'équipage d'Apollo 15 et Robert Gilruth (directeur du Manned Spacecraft Center, futur Centre spatial Lyndon B. Johnson) reçoivent le trophée Collier de 1971, un prix annuel récompensant les plus grandes réalisations dans le domaine de l'aéronautique ou de l'astronautique. Scott reçoit la médaille De la Vaulx, la médaille d'or de l'espace et un diplôme honoraire de la Fédération aéronautique internationale (FAI) en 1971 pour son rôle dans le vol Apollo 15. Il reçoit sa troisième NASA Distinguished Service Medal en 1978.
Scott, Worden et Irwin obtiennent un doctorat honorifique en sciences astronautiques de l'université du Michigan en 1971. De plus, Scott reçoit un doctorat honorifique en sciences et technologie de l'université de Jacksonville en 2013. Il s'agit du premier diplôme honorifique décerné par cette université. Scott est membre de l'American Astronautical Society (AAS) et de la Society of Experimental Test Pilots (SETP) et membre associé de l'American Institute of Aeronautics and Astronautics (AIAA), ainsi que des sociétés honorifiques Tau Beta Pi, Sigma Xi et Sigma Gamma Tau.
En 1982, lui et neuf autres astronautes du programme Gemini sont intronisés à l'International Space Hall of Fame du musée de l'histoire spatiale du Nouveau-Mexique,. Avec douze autres astronautes de Gemini, Scott est également intronisé au United States Astronaut Hall of Fame du Centre spatial Kennedy en 1993,.
Une reproduction de la combinaison spatiale A7LB portée par Scott sur la Lune lors d'Apollo 15 — le seul alunissage avec deux militaires de l'armée de l'air américaine — est exposée au National Museum of the United States Air Force (NMUSAF).